# Historia Gryfic
Nova civitas (łac.), dzisiejsze Gryfice, uzyskały prawa miejskie w 1262 r. Prawa te nadał książę dymiński Warcisław III z dynastii Gryfitów. Miasto zostało lokowane na prawie lubeckim na lewym brzegu dolnej Regi. W latach 1262–1648 należały do ziem książąt pomorskich, z dynastii Gryfitów, w latach 1648–1701 do Brandenburgii-Prus. W latach 1701–1918 do Królestwa Prus (od 1871 r. wchodzące w skład Cesarstwa Niemieckiego), a od 1918 r. do Prus – kraju związkowego. W latach 1919–1933 należały do Republiki Weimarskiej, natomiast w latach 1933–1945 do III Rzeszy. W latach 1945–1952 Gryfice należały do Rzeczypospolitej Polskiej, w latach 1952–1989 do Polskiej Rzeczypospolitej Ludowej (PRL) i od 1989 r. do Rzeczypospolitej Polskiej.
Mimo ataków zbrojnych ze strony licznych band, pożóg wojennych i nawiedzających miasto pożarów, Gryfice rozwijały się dość dynamicznie. Najwyższy poziom gospodarczy osiągnęły pomiędzy XIV a połową XVI wieku. Później, także po II wojnie światowej, nie utraciły znaczenia w regionie. Miasto odgrywa ważną rolę w życiu politycznym, ekonomicznym i gospodarczym lokalnej społeczności.

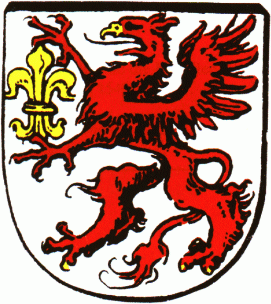
Przedwojenny herb Gryfic

## Ślady osadnictwa przedlokacyjnego i lokacyjnego miasta
Z badań przeprowadzonych przez niemieckich i polskich archeologów wynika, że ziemia gryficka była zasiedlona w okresie neolitu. Świadectwem kultury materialnej tego okresu są znaleziska w Bielikowie, Gąbinie, Gosławiu, Pruszczu i Strzykocinie, które zostały potwierdzone w późniejszym okresie. Ponadto stwierdzono zasiedlenie tych terenów w późniejszym okresie (epoka brązu), tj. w Kołomąciu, Kępie, Mojszewku, Rewalu, Smolęcinie, Wyszkowie, Cerkwicy, Niedźwiedziskach, Rogozinie, Niedyszu, Chomętowie, Skrobotowie, Rzęskowie, Wołczynie, Witnie i Trzebuszu.
Badania na podstawie źródeł przekazują, że tereny te w II w. n.e. były zamieszkane przez ludy germańskie. W traktacie Ptolemeusza – Geografia (gr.) Γεωγραφικὴ Ὑφήγησις (II w. n.e.) wymienione zostały wśród tych ludów te, które zamieszkiwały tereny dzisiejszego Pomorza Zachodniego i Gdańskiego. Współczesne badania nad traktatem (D. Stichtenoth) wskazują, że tereny od Zalewu Szczecińskiego na wschód po rzekę Wieprzę były zasiedlone przez Sidinów. Ich zachodnimi sąsiadami byli Farodinowie a wschodnimi Rutikliowie.
Badania archeologiczne nie potwierdziły ciągłości osadniczej tych terenów, dla Gryfic sięgającej V okresu brązu (okres halsztacki) – kultury łużyckiej, czy późniejszego okresu – kultury jastorfskiej. Niektórzy badacze, w oparciu o ślady, świadczące o rozwijającym się w tej okolicy – V i VII/VIII w. dość zwartym osadnictwie wczesnośredniowiecznym – przypuszczali, że początek miastu dały trzy osady z ok. X w., z czego jedna (być może gród?) mogła stanowić podłoże pod przyszłą lokację. Lokowanie miasta na terenie zagospodarowanym sprzed XIII w. potwierdziły współczesne badania archeologiczne. Archeolog Marek Dworaczyk odkopał i opisał pozostałości osady (paleniska i artefaktów), z silnymi wpływami kultury halsztackiej (V okres brązu, tj. X-VIII w. p.n.e.) na terenie miasta lokacyjnego, na działkach obecnego Urzędu Skarbowego w Gryficach przy ul. Niepodległości. Osada ciągnęła się w kierunku północno-wschodnim na obecny plac Zwycięstwa.
Nie wiadomo także, jakiego charakteru i typu była ówczesna osada. Wiadomo jednak jest, że była ona zasiedlona przez ludność kultury łużyckiej i czasowo penetrowana przez mieszkańców pobliskiego Lubieszewa. Na terenie Starego Miasta, w latach 60. XX w. przeprowadzone zostały doraźne badania powierzchniowe, a od ok. 20 lat specjalistyczne badania archeologiczne. Wykonywane były w czasie robót inwestycyjnych (modernizacja infrastruktury). W kilku partiach Starego Miasta odkopano źródła materialne, z okresu późnego średniowiecza. Tuż przy ul. Wałowej, w południowej jej części (S) odkopano relikty muru miejskiego oraz zarejestrowano poziom osadowy fosy. Fragmenty fortyfikacji miejskich odkopano również przy ul. Klasztornej. Dalsze odkrycia zarejestrowały warstwy kulturowe przy ul. Niepodległości (XIV-XV w.) natomiast przy ul. ks. S. Ruta – sondaże i wykopy liniowe odsłoniły fragmenty drewnianego moszczenia, które były wykonane z dranic i belek. Według archeologów stanowiły one część ulicy oraz fragmenty zabudowy mieszkalno-gospodarczej (XIII-XIV w.).
Marek Dworaczyk po analizie dotychczasowych badań archeologicznych, tak oto podsumował wiedzę nad początkami (łac.) Nova civitas:

W świetle dostępnych dzisiaj danych (…) Gryfice powstały na tzw. „surowym korzeniu”, w rejonie dość słabo zaludnionym. Wydaje się, że podstawowym zamiarem założenia miasta w tej okolicy była zarówno intensyfikacja osadnicza, jak i gospodarcza w tej części ziem pomorskich.

## Średniowiecze

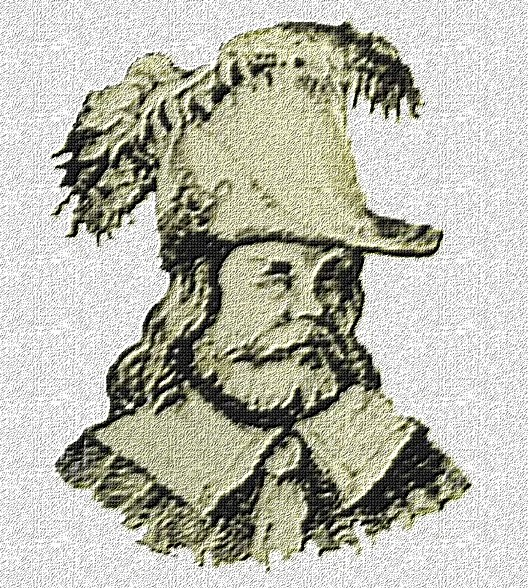
Książę Warcisław III

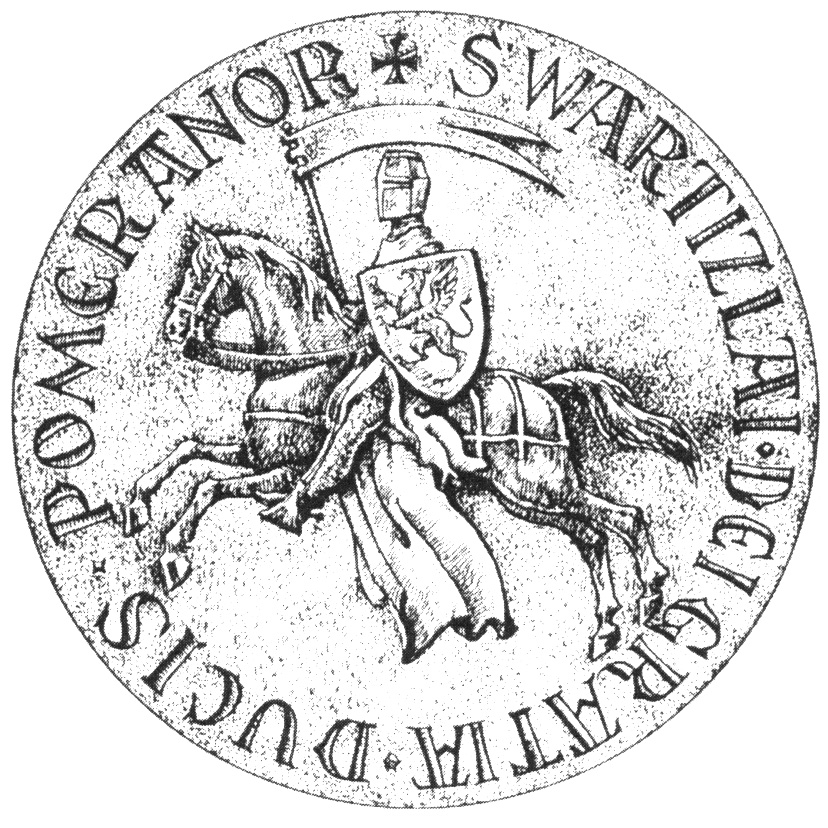
Pieczęć Warcisława III z 1242 r.

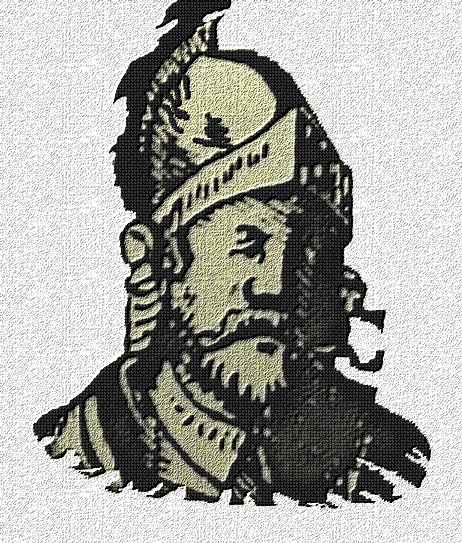
Książę Barnim I Dobry

We wczesnym średniowieczu tereny ziemi gryfickiej zamieszkiwały plemiona zachodnich Pomorzan. Były to kręgi wpływów, zgodnie z nowszymi badaniami – Wolinian, Pyrzyczan i Brzeżan (wywodzących się od plemion lechickich, tych samych co Wieleci) oraz w późniejszym okresie do poł. XIII w. Kaszubów, a nie, jak do tej pory błędnie sugerowano Siewierzan. Pozostałościami wczesnośredniowiecznego osadnictwa są grodziska w Lubinie, Prusinowie, Trzygłowiu i Witnie.
W czasach Mieszka I i Bolesława Chrobrego ziemie te na krótko były przyłączane do państwa polskiego. W 1121 r. (lub w 1119 r.) na ziemi gryfickiej miała miejsce bitwa pod Niekładzem (łac. Naclam), w której Bolesław III Krzywousty pobił wojska Pomorza Zachodniego dowodzone przez książąt: Warcisława I i Świętopełka. Wiosną 1124 r. na polecenie księcia Bolesława Krzywoustego nad dolną Regę przybyła misja biskupa Ottona z Bambergu. W niedalekiej (łac.) Clodonie (dziś Kłodkowo?) ochrzczono bez żadnych oporów okolicznych mieszkańców – Wendów (Słowian). Przekazy ludowe także podają, że nauczania nowej wiary dokonywano w miejscu o nazwie „Apostołów”, ziemi leżącej pomiędzy dzisiejszymi Gryficami a Trzygłowiem.
W połowie XIII w. Pomorzem rządzili książęta z pomorskiej dynastii Gryfitów – Barnim I i Warcisław III, którzy w celu wzmocnienia swojej władzy zachęcali do osiedlania się na tych terenach. Barnim I, książę na Szczecinie – władający obszarami wschodnimi, osiedlał tu przede wszystkim ludność niemiecką, podczas gdy Wacisław III, książę dymiński, rządzący na terenach zachodnich, namawiał do osiedlenia osadników holenderskich i duńskich. Od 1234 r. Barnim I i Warcisław III konkurowali ze sobą w zakładaniu miast. Warcisław ufundował Greifswald, Demmin i Kołobrzeg. W 1262 r. wydał dokument lokacyjny na prawie lubeckim, w którym osiedle (złożone z trzech wsi) otrzymało prawa miejskie, a także 100 łanów ziemi w okolicach dolnego biegu rzeki Regi. Dokument lokacyjny określał nazwę miasta jako (łac.) Nova civitas supra Regam (pol. Nowe miasto nad Regą). Zasadźca miasta – Jakob von Trebetow otrzymał 20 łanów ziemi i zadanie lokacji miasta. Po śmierci Warcisława III właścicielem jego ziem został Barnim I, który potwierdził nadania lokacji i prawa. Z jego czasów pochodzi nazwa miasta – (łac.) Civitat Griphemberch super Regam (pol. Gryfia Góra – miasto nad rzeką Regą) z 21 września 1264 r. Miejscowość otrzymała prawa celne, wyrębu lasów, żeglugi po rzece Redze i na wodach przybrzeżnych, czasowe zwolnienie od podatku (okres 10 lat), dzięki czemu mogła się znacznie bogacić.
W ciągu XIII w. wzrosło znaczenie ośrodka. Po lokacji miasta zostało tu utworzone wójtostwo z siedzibą w Gryficach (ważne ogniwo administracyjne), które przejęło dawne funkcje osiedla przedlokacyjnego. Książęta szczecińscy przekazali pod zarząd miasta znaczną część podatków, sądy i regalia. Ośrodek podlegał pod kasztelanię kamieńską. Pierwszymi kupcami, przybyszami osiedlającymi się w Gryficach byli mieszkańcy Gryfii (dziś Greifswald w Niemczech). Napływ Niemców był stopniowy i nie powodował drastycznych zmian w miejscowych sferach rządzących. Kupcy organizowali skup intratnych produktów, m.in. zbóż, wosku, skór, smoły, konopi, mięsa i miodu. Towary eksportowano, do kontrahentów w Lubece, a stamtąd do dalszych odbiorców europejskich. Podstawą rozwoju miasta była jednak rodzima wymiana towarowa oraz rozwój lokalnej produkcji rzemieślniczej. Obsadzano liczne sołectwa, młyny i karczmy. Z eksportem gryfickich towarów wiązały się doroczne targi, które odbywały się w tym mieście. Do największych należał jarmark św. Gawła (10 października), targi miodowe (30 września) oraz targi drobiarskie.

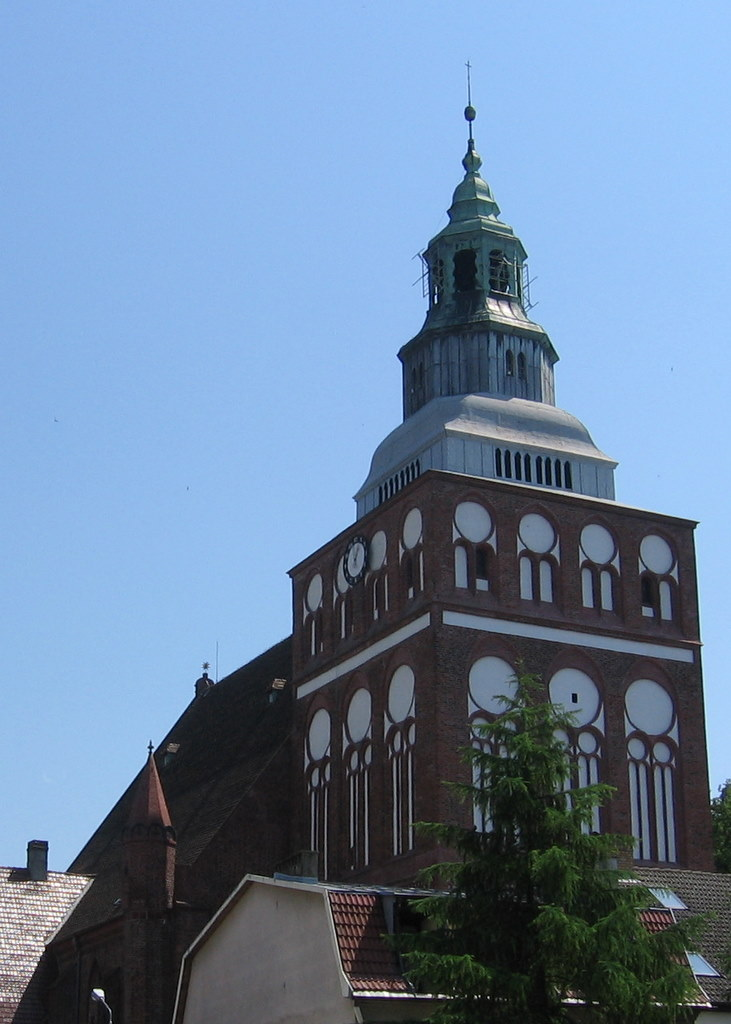
Wieża kościoła mariackiego

Pod koniec XIII w. rozpoczęto budowę ceglanego kościoła mariackiego o trzech nawach, a w 1300 r. budowę murów obronnych otaczających miasto. Łączna ich długość sięgnęła 650 m a rozpiętość od 200–350 m. Fortyfikacje miasta zostały wzbogacone o 3 bramy (Wysoką z przedbramiem, Kamienną i Regi z barbakanem), 3 wieże strzelnicze (Prochową, Mostową i Młyńską), liczne baszty oraz fosę. Rada miejska składała się od 9 do 12 radnych. Co roku w dzień św. Michała (29 września) zmieniano 1/3 rady. Władze przejęły niższe sądownictwo. W roku 1316 i 1357 miasto zawierało przymierza przeciwko rabusiom, którzy prowadzili rozboje, plądrowali i napadali na okoliczne miejscowości. Przymierza te przywróciły normalizację życia i rozwoju gospodarczego.
Na przełomie XIII i XIV w. Gryfice liczyły ok. 500 mieszkańców. W centrum miasta, przy głównym rynku, wzniesiono masywną gotycką budowlę ratusza, który pełnił wielorakie funkcje. Z 1398 r. pochodzi pierwsza wzmianka o burmistrzu Gryfic. Był nim Hinze Slede, który pełnił swą funkcję do 1419 r. Mieściły się tu hale sukiennicze oraz siedziba sądu ławniczego. W podziemiach tego budynku mieściło się miejskie więzienie wraz z katownią carcer subterranensis. Od 1327 r. miasto otrzymało prawo wymierzania kary (szubienica, stos, miecz i topór katowski). Obok ratusza umieszczono „wagę miejską”, gdzie masarze i piekarze płacili podatki. Rozwijało się życie religijne. W XIII w. powstał tu klasztor franciszkanów wraz z przylegającym do niego kościołem (przy ul. Brackiej i Klasztornej). W wieku następnym miasto posiadało już 5 kościołów wraz z przytułkami i szpitalami.
W jednym z dokumentów z 1386 r. wymieniona została szkoła łacińska w Gryficach, którą powszechnie określa się jako najstarszą „łacińską” na Pomorzu. Pozycja tej szkoły nie była wysoka. Rektorowi (rector scolarium) – Johannesowi Parsow odmawiano tytułu „dominus”, określano go jedynie tytułem „mistrza”. Jego uczniów nazywano „czeladnikami sztuki nauczania”. Tworzyli chór kościelny, mieli obowiązek uczestnictwa w trzech kolejnych nabożeństwach, pogrzebach i asystach do chorego. Szkoła działała pod patronatem kościoła mariackiego. Według H. Berghausa – w Gryficach taka szkoła dopiero powstała w 1426 r.
Obok okazałych domów patrycjatu i rycerstwa wznoszono budynki z drewna i gliny, kryte trzciną lub słomą. W Gryficach istniały dwie gildie – kupców i piwowarów. Rzemiosło było reprezentowane przez liczne organizacje cechowe. Na rzemieślnikach spoczywał obowiązek transportu dostaw dla dworu książęcego, stałej konserwacji urządzeń fortyfikacyjnych, czyszczenie fos oraz zbrojnej ochrony miasta. Poza kupcami i rzemieślnikami miasto zamieszkiwała spora liczba pospólstwa, trudniącego się najcięższymi pracami związanymi z budownictwem, transportem i żeglugą. Zatrudniani byli również do wypasu miejskich i prywatnych stad bydła. Zamożność kupiectwa określała ich pozycję w mieście i umacniała władzę tej grupy w życiu społecznym Gryfic.

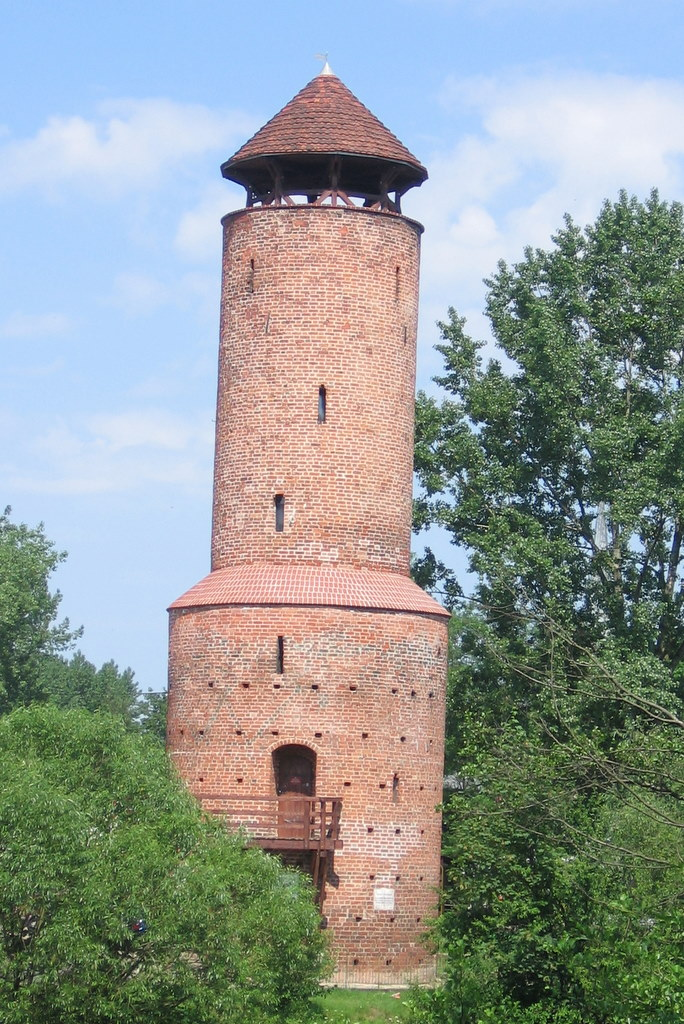
Wieża Prochowa

Rozwijał się handel morski i żegluga na rzece Redze. Zapewne w połowie XIV w. Gryfice stały się pośrednim członkiem Hanzy (1365 r.) choć za uchylanie się od zarządzeń w sprawie targów rybnych w Skanii miasto zostało na trzy lata usunięte ze związku (1366 r.) Członkostwo przywrócono za uczestnictwo w wojnie pomiędzy związkiem a królem duńskim (1368–1370) W latach 1394–1401 miasto wystawiło dwa statki z 80 ludźmi załogi, którzy brali udział w zwalczaniu piratów, tzw. „Braci Witalijskich”.
W XV w. Gryfice trzykrotnie przystępowały do związków miast pomorskich (1427, 1471 i 1481 r.) Miasto udzielało panującym książętom pomocy, zwłaszcza finansowej, w zatargu na tle sukcesji oraz w zwalczaniu buntów możnych. W walce o prymat mieszczaństwa w życiu politycznym miasta Gryfice przyczyniły się do osłabienia rycerstwa.
W 1464 r. Otton III nadał Gryficom przywilej bicia własnej monety, którego miasto nigdy nie wykorzystało. Był to jeden z ostatnich dokumentów, jaki książę szczeciński wystawił przed swoją śmiercią.

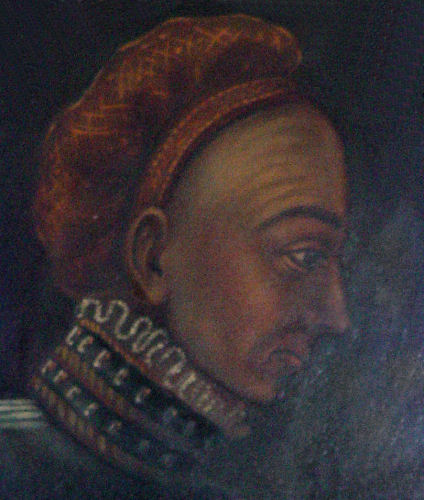
książę Bogusław X

W XV w. kilkakrotnie dochodziło do sporów połowowych i handlowych z położonym na północ od Gryfic Trzebiatowem, który próbował pobierać opłaty celne od statków gryfickich przemierzających Regę (podobnie, jak to miało miejsce z klasztorem norbertanów w Białobokach w XIV w.) W 1449 r. Trzebiatów próbował zablokować rzekę dla wszystkich statków płynących z południa co doprowadziło do eskalacji konfliktu. Sytuację wyjaśnił Bogusław X, który w pierwszych latach swego panowania zakończył czterdziestoletni okres walk dwu miast nad dolną Regą (1488 r.).
Lata drugiej połowy XV w. przyniosły zmiany organizacyjne szkoły gryfickiej. W dokumencie fundacyjnym z 1477 r. sformułowano obowiązki rektora łacińskiej szkoły średniej (niem.) Lateinschulen – Leonardusa. Wobec rektora rada miejska używała miana (niem.) unserer Stadt Denere (sługa naszego miasta). Od tej pory szkoła stała się instytucją miejską. Pensja nauczyciela wynosiła 90 marek (połowa dochodów nauczyciela była pokrywana przez uczniów). Pod koniec XV w. szkoła zatrudniała dwóch nauczycieli – rektora i kantora.

## Okres wczesnonowożytny

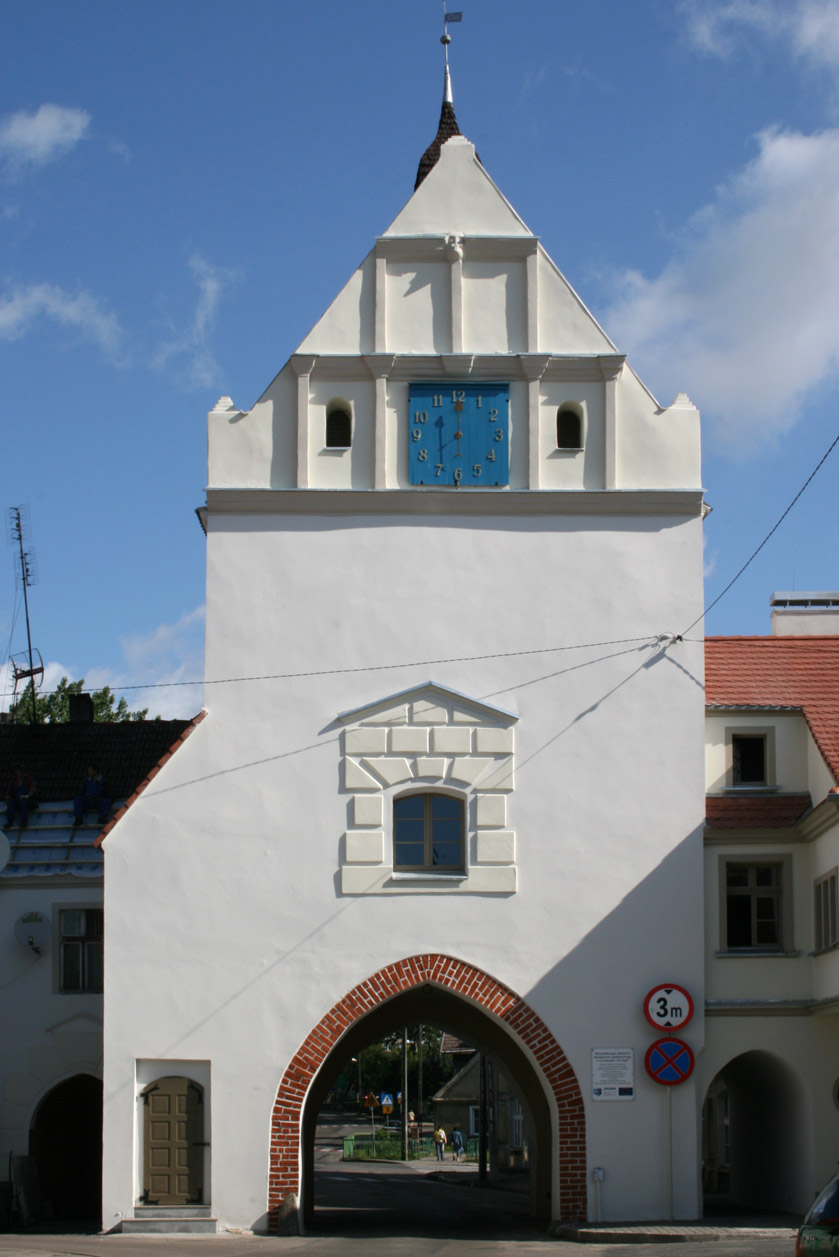
Brama Kamienna w Gryficach

Na początku XVI w. stan ludności Gryfic przekroczył 2 tys. mieszkańców. Dolnoniemiecka nazwa miasta Griphemberch z czasem przekształciła się w Griffenberge. W 1534 r. kościół farny stał się własnością Kościoła luterańskiego. Było to wynikiem powolnego wprowadzania nowej religii na tereny Pomorza. Mieszkańcy Gryfic przechylali się na stronę reformacji, zapoczątkowanej przez Marcina Lutra w 1517 r. Składało się na to wiele przyczyn – zatargi z norbertanami białobockimi, bliskie kontakty z centrum pomorskiego ośrodka myśli protestanckiej w Trzebiatowie, uraza do papiestwa spowodowana orzeczeniem sądu papieskiego z 1450 r. (chodziło, o postanowienia w sprawie konfliktu z norbertanami białobockimi, o wolny spław i handel rzeką Regą), konkurencja zakonników w handlu, rzemiośle i gospodarce rolnej oraz dość silne wpływy zwolenników nowego kościoła. Rada miejska zagarnęła w 1525 r. skarbiec kościelny, a 10 lat później przejęła wszelkie dobra i nieruchomości zakonne. W ciągu stu lat miasto przeżywało drugą falę germanizacji, która prócz ważniejszych urzędów obejmowała także i kościół.
Po 1534 r., w ślad za reformacją, nastąpiły zmiany w oświacie. W szkole miejskiej, w której nauczano jęz. niemieckiego, łacińskiego i greki, wprowadzono nowy program szkolny. Zakładał on powstanie 3 klas i zatrudnienie trzech nauczycieli: rektora, subrektora i kantora. W 1580 r. otworzono tu szkołę dla dziewcząt.
W XVI w. nastąpiły ruchy etniczne. Na miejsce uciekających do Rzeczypospolitej chłopów napływała fala osadników niemieckich.
W roku 1538 i 1554 doszło do ponownej eskalacji konfliktu z Trzebiatowem. Został on spowodowany niedostarczaniem przez gryficzan podwód do renowacji falochronów oraz budowy statków, które były zbyt wielkie w porównaniu do przepustowości śluz. Konflikt zakończył się w 1589 r. Przemarsz wojsk brunszwickich w latach 60. XVI w. przez Gryfice (I wojna północna) spowodował wiele zniszczeń i strat w gospodarce miejskiej. Następstwem tego był regres gospodarczy trwający do 2. połowy XVII wieku. W roku 1595 i 1620 miały miejsce rebelie niezadowolonych rzemieślników, którzy domagali się współudziału w rządzeniu miastem. Ich dążenia nie zostały zrealizowane. W XVI i XVII w. na Pomorzu, także w Gryficach, miało miejsce wiele procesów czarownic. Oskarżonym kobietom zarzucano paranie się czarną magią i szerzenie zabobonów. Od 1603 r. rozpoczęło swą działalność bractwo kurkowe.

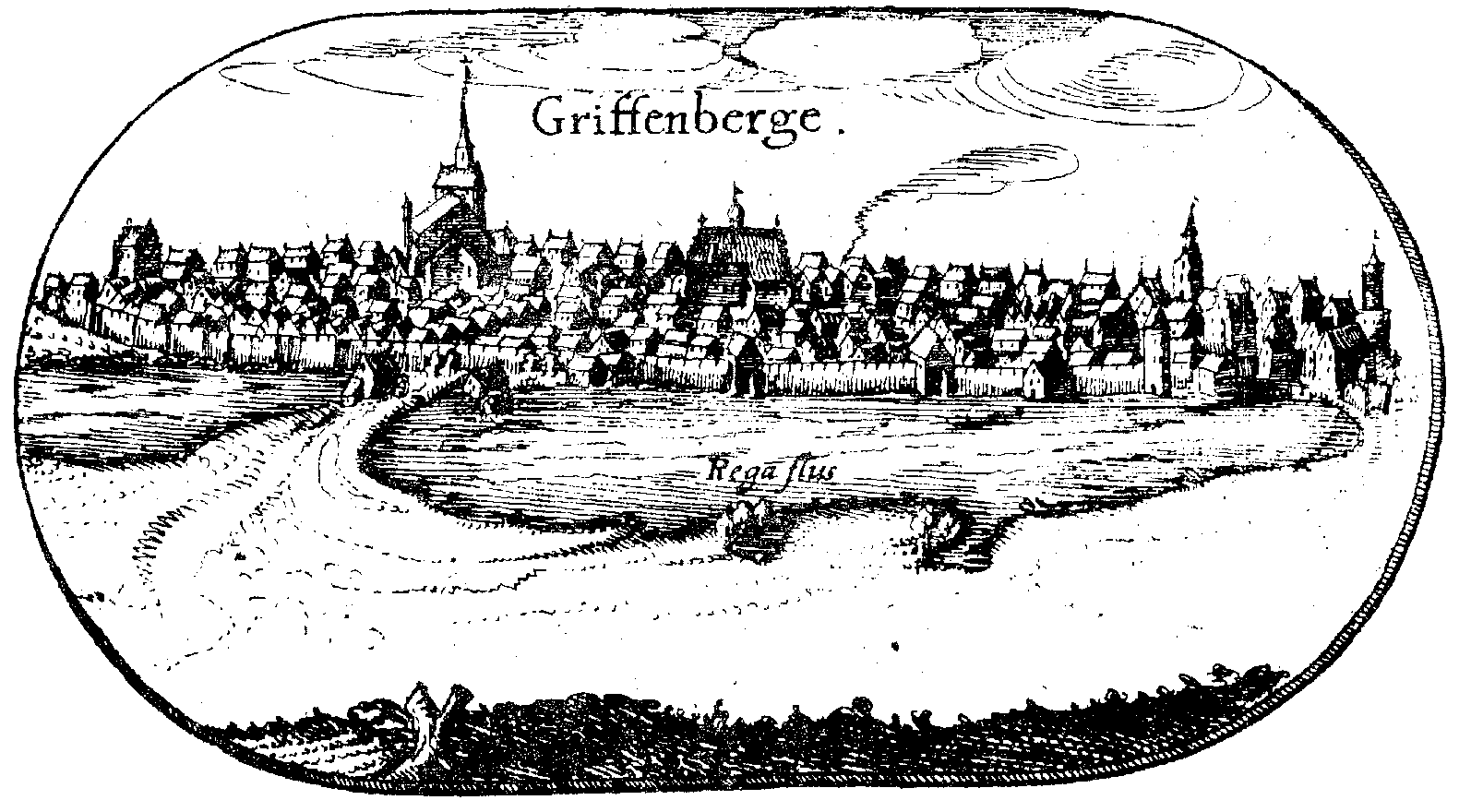
Panorama Gryfic według J. Wolfarta na Wielkiej Mapie Księstwa Pomorskiego Lubinusa (1618 r.)

W 1618 r. rozpoczęła się wojna trzydziestoletnia, która przerwała rozwój miasta. 4 grudnia 1627 r. formacje Albrechta von Wallensteina weszły do Gryfic. Zakwaterowano tu 3 kompanie cesarskiego pułku kirasjerów. Oprócz wydatków na utrzymanie garnizonu gryficzanie ponieśli olbrzymie straty w wyniku grabieży i podpaleń. Liczne morderstwa i gwałty terroryzowały miejscową ludność. Okupanci zagarnęli broń i amunicję miejscowego arsenału. Po nałożeniu na miasto nowej kontrybucji w wysokości 1200 guldenów (1629 r.) złożono skargę na dworze cesarskim, w wyniku której kirasjerzy opuścili miasto. Represji uniknięto również w roku następnym, kiedy w Gryficach stacjonowały włoskie wojska zaciężne. Na skutek szerzącej się dżumy liczba ludności zmniejszyła się o ok. 75%. Do zmniejszenia liczby ludności w mieście przyczyniły się także liczne ucieczki mieszkańców przed okupantem i uciskiem podatkowym. Wojska cesarskie plądrowały okoliczne wsie i miasto aż do czasu pojawienia się w sierpniu 1630 r. wojsk szwedzkich. Szwedzi występowali jako oficjalni sprzymierzeńcy księcia szczecińskiego. Gryfice przeżywały kolejny okres klęsk i zniszczeń. W mieście i okolicach zakwaterowano wówczas 7 tys. żołnierzy szwedzkich, irlandzkich i szkockich.
W 1637 r. umarł ostatni Gryfita – Bogusław XIV. Odżyły obawy przed wcieleniem kraju do Brandenburgii-Prus. Aneksję gwarantowały układy o sukcesji z 1493 r. i 1571 r. W wyniku „ciężkiego prawa wojny” wojska domagały się coraz to nowych dostaw artykułów spożywczych, które mocno nadwerężały możliwości produkcyjne ludności. Od 1643 r. rozpoczęła się działalność partyzancka płk. Matthiasa von Krockowa (fanatycznego wroga Szwedów). Ludność podgryfickich wsi odczuła to najdotkliwiej. Za znaczną sumę pieniędzy miasto wykupiło się od dalszych najazdów. Ostatnie lata wojny trzydziestoletniej doprowadziły miasto do widocznego zubożenia. Nie przypominało już ono prężnego ośrodka handlu i wytwórczości z czasów średniowiecza. Upadły największe fortuny (w tym cech sukienników). Postanowieniem pokoju westfalskiego w Osnabrück miasto w 1648 r. zostało włączone do Brandenburgii-Prus. Nowe władze starały się pozyskać Pomorzan. Stworzone zostało kolegium pomorskiego sejmu krajowego, do którego także wchodzili przedstawiciele z Gryfic. Jednemu z nich przypadł zaszczytny tytuł landrata. W połowie XVII w. rozpoczęto odbudowę miasta, którą przerwała nowa II wojna północna zwana także „potopem szwedzkim” (lata 1655–1660).
W 1657 r. w okolice Gryfic, w pogoni za Szwedami, podeszły zagony jazdy Stefana Czarnieckiego. Nakładanym kontrybucjom towarzyszyły liczne rozboje band. Mimo strat wywołanych działaniami wojennymi, sytuacja miasta poprawiła się po przejściu Fryderyka Wilhelma na stronę antyszwedzkiej koalicji. Ożywiły się szlaki handlowe z ziemiami polskimi i marchijskimi. Ogromne straty wyrządziły miastu pożary i epidemie. Największy pożar miał miejsce w 1658 r. Strawił całą południowo-zachodnią część miasta. Spłonął m.in. kościół mariacki. Kolejny pożar w 1668 r. zniszczył ponownie większość miasta. Upamiętnieniem tych wydarzeń stała się doroczna uroczystość – „Święto Ognia”, którą obchodzono w Gryficach do XVIII w. W XVII w. miasto powiększyło się o przedmieścia – Kamieńskie i Trzygłowskie, dzięki czemu mieszkańcy zróżnicowali swoje źródła dochodu. Gryfice znano jako miasto związane z handlem zamorskim, lecz ważniejszą rolę odgrywała produkcja tkanin z lnu, dzięki której Gryfice były również cenione.

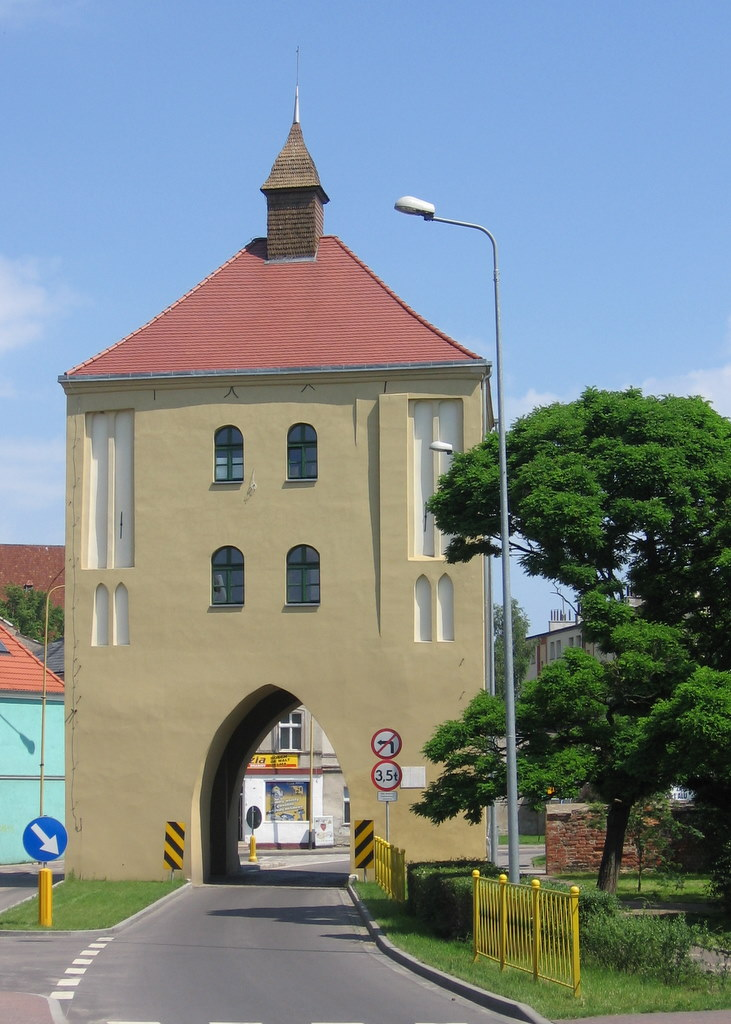
Brama Wysoka w Gryficach

W 1699 r. w Gryficach urodził się wybitny historyk – Friedrich von Dreger. Wydał on ponad 3200 publikacji i dokumentów związanych z dziejami Pomorza, które zebrano w zbiorze pt. Codex Pomeraniae Diplomaticus, zwanym potocznie Kodeksem Dregera. Wydawca zmarł wcześnie – w 1750 r.
Po 30. latach spokoju w Gryficach pojawili się żołnierze rosyjscy. Wespół z oddziałami Piotra Wielkiego przechodzili przez Gryfice polscy i sascy żołnierze Augusta II Mocnego. Ten 9-letni okres walk doprowadził do ponownego wyniszczenia miasta. Zreformowano ustrój miejski w 1713 r., wiele dziedzin życia miasta podporządkowano komisariatom wojennym. W 1723 r. utworzono powiat gryficki. Był jednym z 19, które podlegały bezpośrednio pod Kamerę Wojenną i Domen Królewskich. Za reformą administracyjną w nazwie miasta nastąpiła niewielka zmiana z Griffenberge na Greiffenberg.
W 2. połowie XVIII w. (wojna siedmioletnia) miasto było zajmowane trzykrotnie przez wojska carycy Elżbiety. W 1761 r. między Gryficami a Karlinem nastąpiła koncentracja wojsk pruskich (ok. 12 tys. żołnierzy). Przeciwko nim wystawiono korpus rosyjski (ok. 35 tys. żołnierzy). Do walk doszło pod murami miasta Gryfice. Ostrzał artyleryjski zniszczył liczne fortyfikacje oraz wywołał pożary w samym mieście. Po poddaniu się załogi pruskiej miasto było okupowane przez wojska rosyjskie do 1762 r.
W XVIII w. nastąpiło ożywienie gospodarcze. Miasto posiadało 2 młyny, 2 karczmy, czerpało dochody z 1000 włók ziemi, 10 wiosek i 5 folwarków. W 1790 r. wybudowano cegielnię. Przyczyną ożywienia były patenty rządowe nadawane obcym rzemieślnikom (połowa XVIII w.), które zachęcały do osiedlania się na terenach gryfickich i samego miasta. Przybyszom nadawano wszelkie uprawnienia miejskie i cechowe, bezpłatnie place pod budowę domów, materiał budowlany, prawo dziedzicznej własności, zwolnienia od podatków, bezprocentowe pożyczki, w końcu wysokie zarobki. Po utworzeniu tu w 1714 r. garnizonu kadra oficerska przejmowała powoli rolę miejscowego patrycjatu. Nadal działały w mieście tkalnie tkanin wełnianych.

## Okres nowożytny

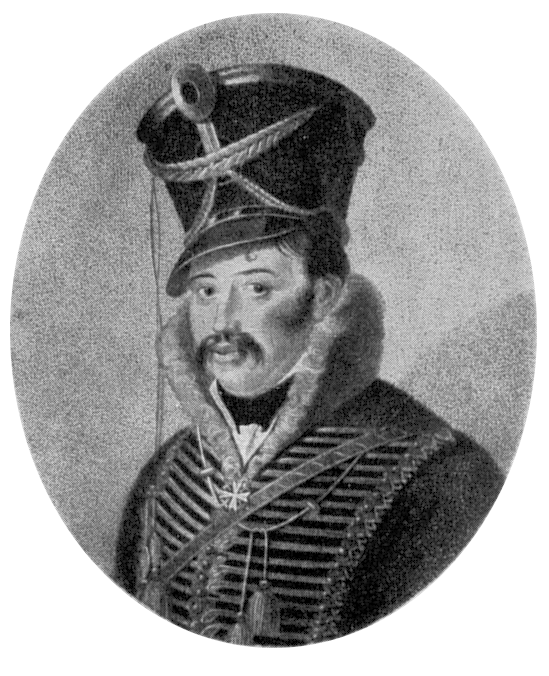
Ferdinand von Schill

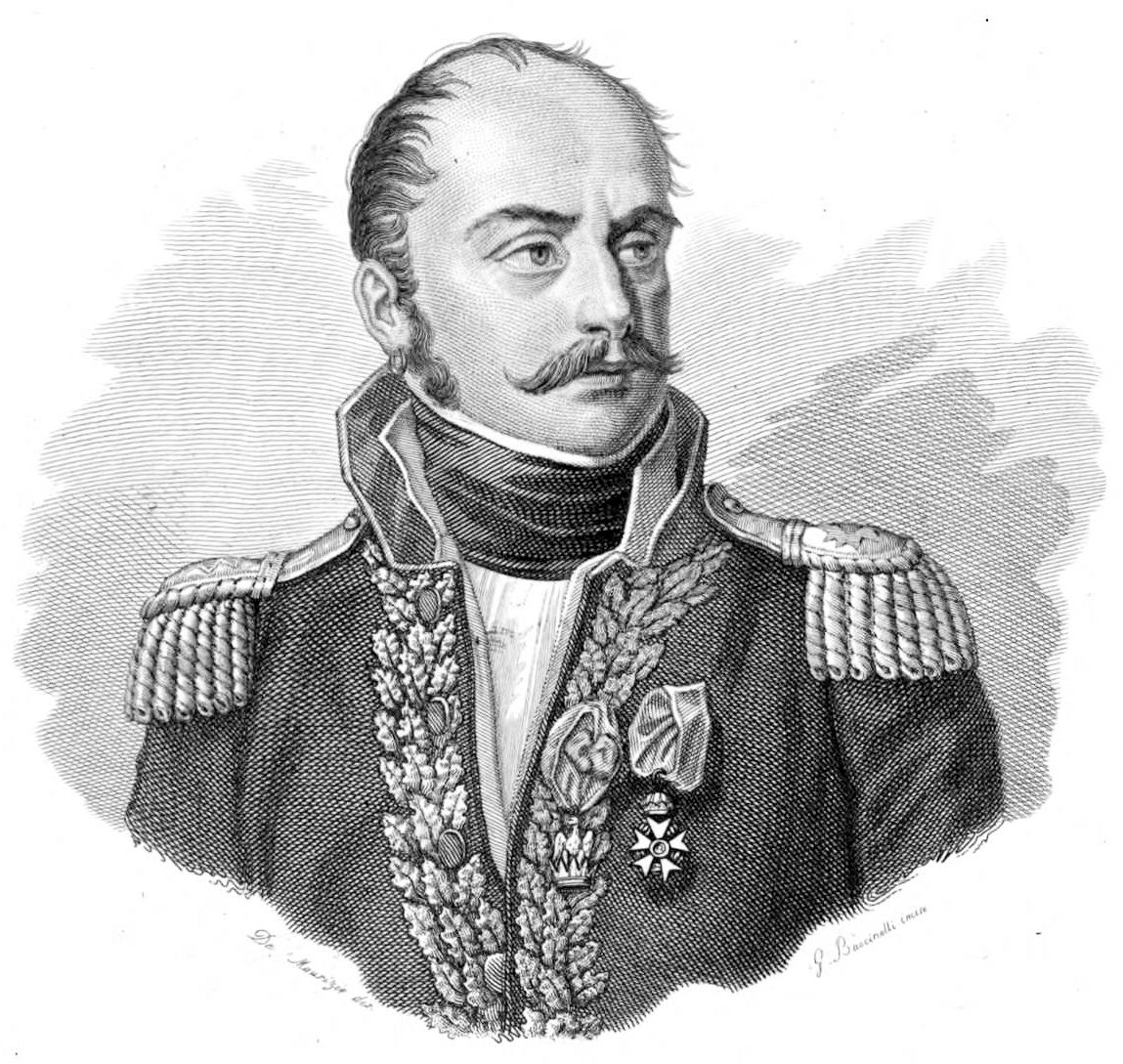
gen. Pietro Teulié

Początek XIX w. ponownie postawiło miasto w kręgu działań wojennych, tym razem napoleońskiej Francji. Landrat gryficki von Wrichen przystąpił do poboru rekrutów. Akcja ta została przerwana na skutek pojawienia się podjazdu francuskiego, który 8 listopada 1806 r. zajął miasto. Po ściągnięciu dostaw dla wojska oddziały napoleońskie opuściły miasto i udały się na wschód. W Gryficach pojawiły się oddziały partyzanckie Ferdinanda von Schilla, który krwawo tłumił bunty ludowe przeciw Prusakom oraz prowadził akcje dywersyjno-terrorystyczne. F. von Schill umocnił i zmilitaryzował miasto, sformował szwadrony „czarnych dragonów” oraz obsadził piechotą fortyfikacje Gryfic. Generał Jan H. Dąbrowski polecił płk. Franciszkowi Garczyńskiemu „rozproszyć buntowników”. Tak nazywał formacje Schilla. Do otwartej walki doszło dopiero wtedy, gdy F. von Schill przegrał pod Nowogardem i kiedy francusko-włoski korpus gen. Pietra Teulié dotarł pod Gryfice, wyręczając przy tym Polaków. F. von Schill wycofał się, gdyż nie był w stanie odeprzeć przeważającej siły wroga. Francuzi dopuścili się licznych grabieży, rozbojów i gwałtów. Wojska francuskie w liczbie 7 tys. korpusu pozostały w mieście do 14 listopada 1808 r.
Od początku XIX w. wzrosła liczba mieszkańców do około 3 tys. Doprowadziło to do rozbudowy miasta, powstała nowa dzielnica – gryfickie Nowe Miasto. Od 1816 r., w wyniku reformy administracyjnej (1815–1818), miasto stało się siedzibą powiatu w rejencji szczecińskiej – prowincji Pomorze. Pojawiła się nowa nazwa miasta Greifenberg in Pommern. W odróżnieniu od dawnego municypium w Gryficach powstał samorząd miejski. Jego organem było kolegium magistrackie, wybierane przez deputowanych miejskich. Na czele magistratu stał burmistrz, wspomagany przez ławników. Kolegium magistrackie załatwiało sprawy własnościowe miasta, porządkowe i patronackie. Zostały przy tym zniesione przywileje średniowieczne. Zanikowi uległ dawny ustrój cechowy i monopole. Zostały stworzone możliwości do dalszego rozwoju gospodarczego miasta. Ożywił się handel. Karczmy i gospody przeżywały swoje „złote dni”. Rozwój sił wytwórczych postępował bardzo wolno.
Od 1830 r. rozpoczęto rozbudowę sieci szkolnej. Do szkół uczęszczała młodzież z rodzin kupieckich i rzemieślniczych. Prócz powstałego w Gryficach (niem.) Gymnasiums (gimnazjum) w 1852 r. im. Fryderyka Wilhelma na terenie miasta działały dwie szkoły elementarne (pierwsza wzmianka o nich pochodzi z 1811 r.). Pierwszą z nich była Powszechna szkoła miejska (niem.) Allgemeine Stadtschule. Składała się z 4 klas męskich i 4 klas żeńskich. Ogółem uczyło się w niej ponad 500 dzieci. Szkołą kierował rektor z wykształceniem uniwersyteckim, jednocześnie będący kaznodzieją w kościele mariackim. Drugą szkołą elementarną była „szkoła darmowa” (niem.) Freischule, licząca 2 klasy koedukacyjne. Uczęszczało do niej średnio ponad 150 dzieci.

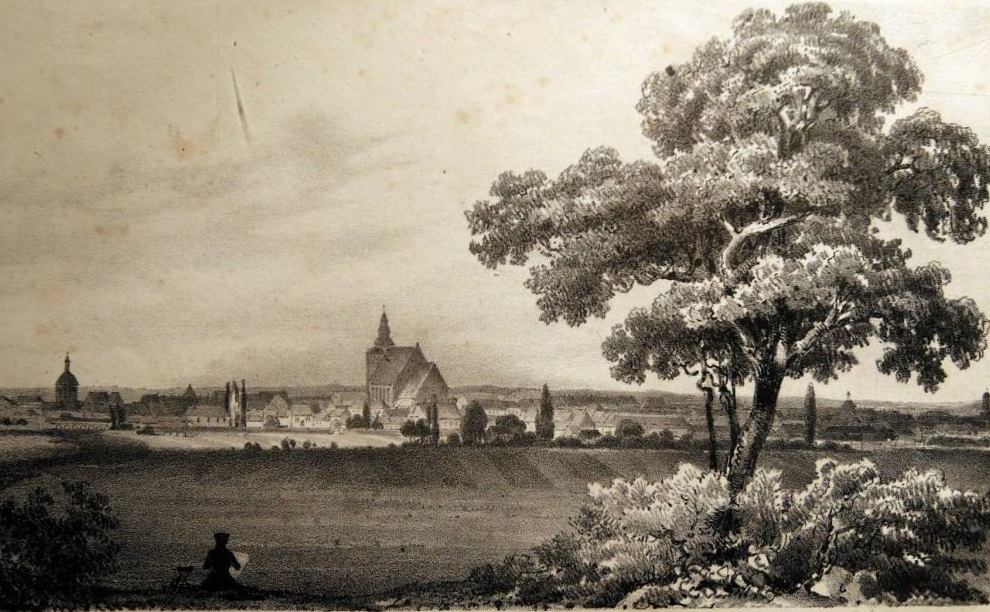
Gryfice w 1846 roku

Życie kulturalne nabrało tempa poprzez powstałe tu stowarzyszenia. W poł. XIX w. pojawiają się pierwsze gryfickie gazety. W 1843 r. – „Greifenberger Kreisdrucken” (wydawany trzy razy w tygodniu), w 1867 r. – „Greifenberger Zeitung” i w 1869 r. – „Greifenberger Kreis-Blatt”. W okresie Wiosny Ludów w mieście i regionie wrzało od rewolucyjnych wydarzeń. Obok działalności elementów reakcyjnych w powiecie gryfickim wystąpiły również czynniki wspierające rewolucję. Wysuwano hasła ekonomiczne, organizowano manifestacje dla ich poparcia. Pod rządami pruskimi miasto zeszło do roli niewielkiego prowincjonalnego ośrodka. Zaniedbana była również gospodarka rolna w okolicach Gryfic.
W 1862 r. miasto obchodziło 600-lecie nadań praw miejskich. Hermann Riemann opracował zarys monografii miasta, Historia miasta Gryfice (niem. Geschichte der Stadt Greifenberg in Pommern). Wzrosło zainteresowanie archeologią, które doprowadziło do odkrycia „skarbu” – dużych monet zakopanych jeszcze w okresie przedkolacyjnym miasta. W latach 70. XIX w. koło Polesina odkryto groby z okresu kultury łużyckiej. Uratowano przed rozebraniem zabytki kultury materialnej i dawnych fortyfikacji miasta. W zabudowie miasta nadal znajdują się budynki w stylu ryglowym. Tylko nieliczni mieszkańcy budowali swoje wille na obrzeżach miasta. W 2. poł. XIX w. wzniesiono synagogę i ryglowy kościół staroluterański pw. św. Jana (niem.) St. Johanniskirche. Kościół ten został rozebrany w kilkadziesiąt lat później. Nowy neogotycki z cegły powstał w miejscu starego (dziś. ul. Nowy Świat) w latach 1911–1913.

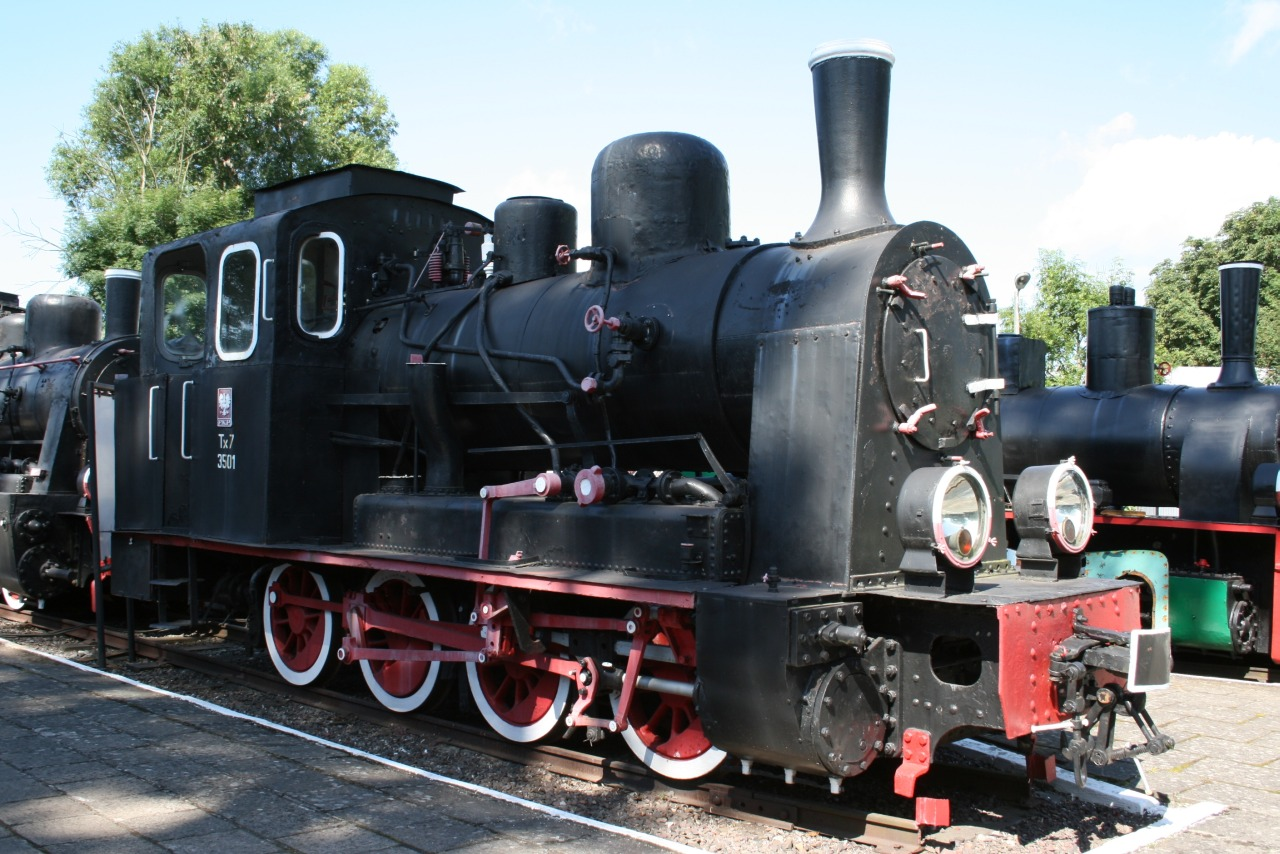
Parowóz Tx7-3501 na Stałej Wystawie Pomorskich Kolei Wąskotorowych w Gryficach

Dopiero przełom XIX i XX wieku przyniósł dalszy rozwój gospodarczy miasta, na którego terenie wybudowano cukrownię, fabrykę wyrobów ceramicznych i pieców, krochmalnię oraz fabrykę marmolady. W 1882 r. Gryfice uzyskały połączenie kolejowe dzięki budowie linii Dąbie – Kołobrzeg, ułatwiające znacznie transport płodów rolnych do większych miast i portów, a w 1896 r. zakończono budowę pierwszej wąskotorowej linii kolejowej przez Popiele do Niechorza. 2 lata później otwarto linię do Dargosławia przez Tąpadły. W 1901 r. nowo zbudowana linia połączyła Gryfice z Golczewem, a w 1913 r. uruchomiono kolej do Kołomącia. Obie linie miały rozstaw szyn 750 mm, który w 1900 r. zmieniono na 1000 mm. W 1911 r. oddano do użytku most żelbetowy, łączący śródmieście z prawobrzeżem miasta.
Wydarzeniem początku XX w. było odkrycie książęcych kurhanów w pobliskim Lubieszewie (w latach 1908–1925), zaliczanych do tzw. książęcych grobów grupy lubieszewskiej z I w. p.n.e.–II w n.e. (grupa gustowska).
Mimo nasilonego ruchu emigracyjnego ludności Gryfic do krajów zamorskich i bardziej rozwiniętych ośrodków, miasto w okresie poprzedzającym wybuch I wojny światowej wciąż rozwijało się gospodarczo. W 1913 r. liczba ludności przekraczała 7 300. Do Gryfic napływali robotnicy znajdujący zatrudnienie w miejscowej cukrowni i okolicznych majątkach. Ich liczba dochodziła do kilkuset osób. W czasie I wojny światowej przypisywano miastu wzrost rozwoju gospodarczego. Skąpe dane z tych lat nie pozwalają określić, w jakim stopniu i w jakich dziedzinach życia społecznego wzrost ten miał nastąpić; historiografia sugeruje jednak, że chodziło o sektor rolnictwa.

## Okres międzywojenny

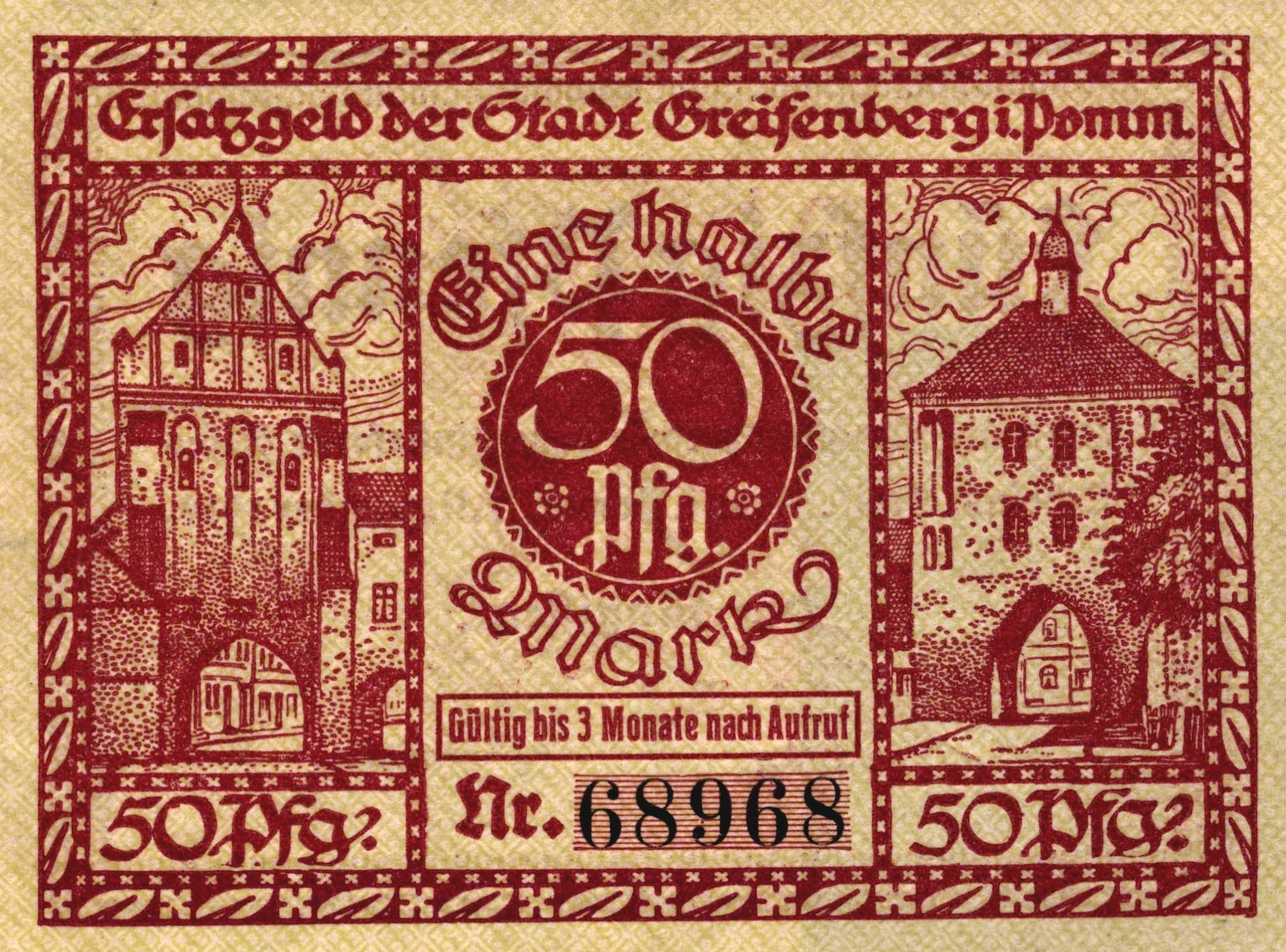
Gryficki notgeld z 1919 r.

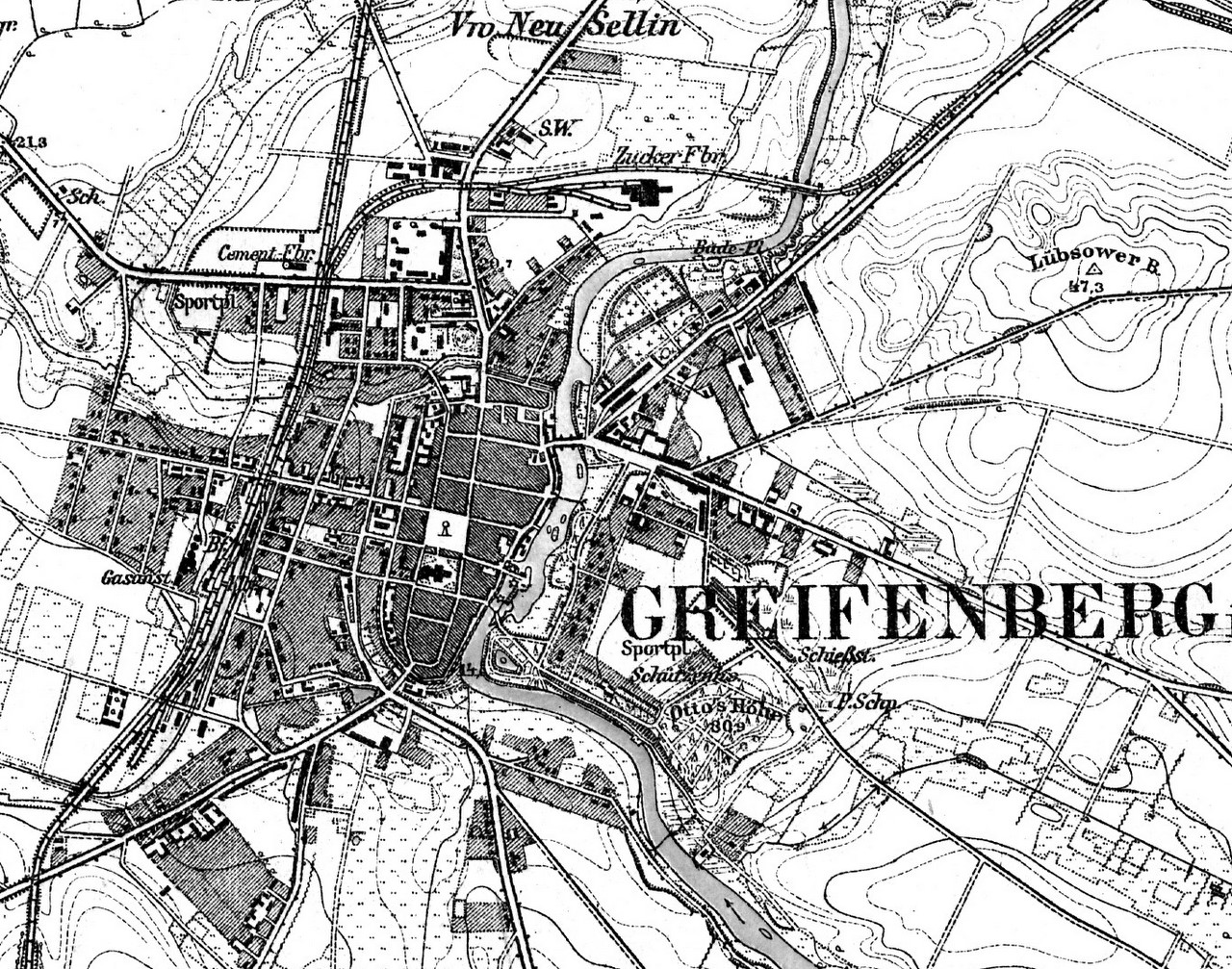
Plan Gryfic z 1929 r.

W latach 1919–1920 władze zaniepokoiły się rewolucyjnymi ruchami proletariatu miast i wsi. Dwudniowy strajk w Trzebiatowie w czerwcu 1919 r. odbił się szerokim echem w Gryficach. W okolicznych wsiach dochodziło do aktów terroru, mordów i gwałtów. Po stłumieniu rewolucji nastąpił nowy okres rządów pruskich, reprezentowanych przez junkierstwo.
W 1932 r. wybudowano w Gryficach nowy kościół katolicki, przy dzisiejszej ul. Nowy Świat. Poświęcony tam 16 listopada 1932 r. obraz Matki Boskiej Częstochowskiej był darem polskich robotników sezonowych. Rokrocznie ograniczano zezwolenia na pracę sezonową robotnikom z Polski. W obronie ich w 1933 r. powstał tu polski związek robotników rolnych.
Po dojściu Adolfa Hitlera do władzy w Niemczech i wygranych wyborach w samorządzie lokalnym NSDAP w administracji gryfickiej zajmowała kierownicze stanowiska. Tzw. „Kreisleitung” NSDAP (kierownictwo powiatu) w Gryficach obejmowało 25 jednostek zarządzających sprawami powiatu. Sztab ulokowano w Trzebiatowie. Odebrano Gryficom rolę siedziby powiatu. Na czele urzędniczej machiny w Gryficach stał landrat von Holstein (podlegający Kreisleiterowi F. Ohmowi).
Działania NSDAP były skierowane przeciwko zamieszkującym miasto Żydom. W 1933 r. w Gryficach mieszkało ich tylko 68. Liczba ich sukcesywnie ulegała zmniejszeniu już od poł. lat 20. XX w. Osoby wyznania mojżeszowego były szykanowane poprzez objęcie policyjną kontrolą organizacji żydowskich i poszczególnych osób. W 1935 r. pozbawiono ich praw publicznych i obywatelskich.
Rozpoczęto intensyfikację rolnictwa i rozbudowę obiektów militarnych. Naziści stworzyli formacje służby pracy (Reichsarbeitsdienst) i powiatowe zrzeszenie chłopskie (Kreisbauernschaft), uruchomiono środki kredytowe. Próbowano przeciwdziałać tzw. „ucieczce ze wschodu” chłopów i robotników. Rewizjonizm partii kierowany był przeciw zatrudnionym tu Polakom. Z jednej strony obawiano się „Słowian” sezonowo zatrudnionych w mieście i okolicy, z drugiej konieczność rozwoju gospodarczego powodowała zmiany nastawienia do tej kwestii. Jednak w samych Gryficach można było odnotować liczne akcje represyjne w stosunku do miejscowych działaczy polskich, jak i pracowników konsulatu RP, przyjeżdżających do miasta.
Lata 30. XX w. przyniosły istotne zmiany na rynku mediowym. Ukazujące się do tej pory gazety upadały. Rozwijająca się propaganda partii nazistowskiej rozpoczęła na szeroką skalę współpracę z „Kreiszeitung für den Kreis Greifenberg” (od 1935 r.), która była tubą propagandową miejscowej NSDAP.
W okresie międzywojennym istniały tu dwa wielkie zakłady przemysłowe – fabryka płatków ziemniaczanych i cukrownia. Istniała również fabryka przetworów owocowych i cementownia, rozwijał się ośrodek przemysłu tkackiego. W wyniku rozwoju przemysłowego miasto zwiększało równocześnie liczbę ludności. Podczas ostatniego niemieckiego spisu ludności Gryfice liczyły 10 805 mieszkańców. W 1938 r., na skutek zmian administracyjnych związanych z dołączeniem do Pomorza nowej rejencji w Pile, przyłączono miasto Gryfice do rejencji koszalińskiej. Stan ten utrzymał się do 1945 r.
W 1938 r. nasiliła się akcja likwidacyjna własności żydowskiej, tzw. aryzacja. Synagoga przy Poetensteig (dziś ul. 3 Maja) została przejęta przez NSDAP podczas tzw. nocy kryształowej. Jednocześnie cmentarz żydowski usytuowany przy Turnerstraße (dziś ul. Sportowa) uległ zniszczeniu i likwidacji. Po listopadzie 1938 r. władze nazistowskie przystąpiły do przymusowego wykupu nieruchomości i akcji żydowskich w przedsiębiorstwach, które zgodnie z przepisami prawa przechodziły do rąk nieżydowskich lub na własność państwa.
W ramach przygotowań do wojny na terenie Gryfic organizowano rezerwy żywnościowe, intensyfikując rolnictwo do granic możliwości. W przededniu wojny skoncentrowano tu jednostki Wehrmachtu, wchodzące w skład Grupy Armii „Północ”, dowodzonej przez gen.-płk. F. von Bocka.

## II wojna światowa i zdobywanie miasta

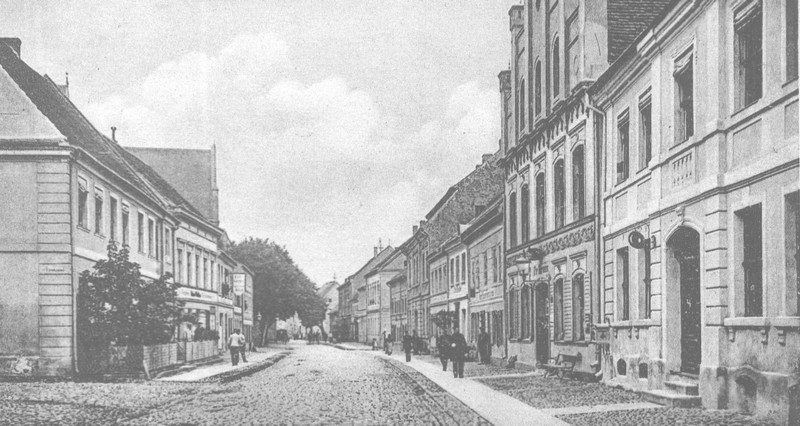
Zabudowania przy ul. Wojska Polskiego w 1910 r.

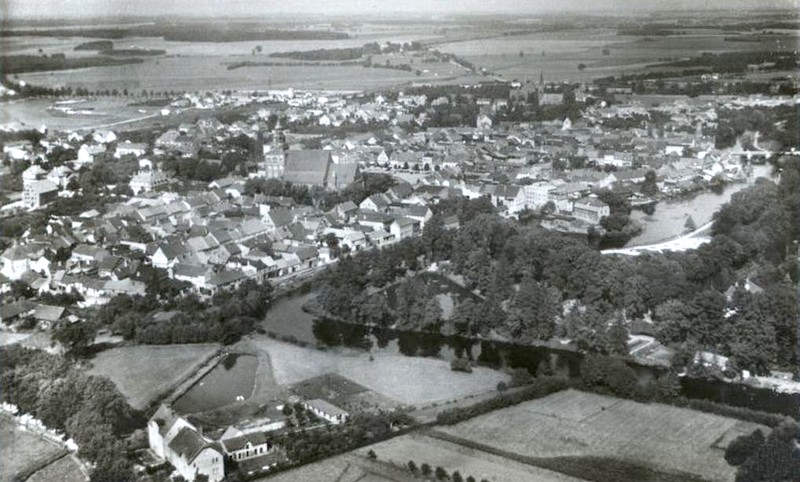
Panorama Gryfic w 1940 r.

1 września 1939 r. rozpoczęła się II wojna światowa, która zmieniła ponownie oblicze miasta. Po zakończeniu kampanii wrześniowej przywieziono do Gryfic i zatrudniono w mieście oraz okolicy większą liczbę jeńców. W ślad za nimi nad Regę zaczęli przybywać liczniejsi mieszkańcy Generalnego Gubernatorstwa, pochwyceni w ulicznych łapankach i rekrutowani przymusowo na terenach Kielecczyzny i Lubelszczyzny. Zatrudniano ich w podgryfickich majątkach rolnych oraz przemyśle na obszarze miasta.
Od połowy 1943 r. do Gryfic zaczęli napływać mieszkańcy z terenów zagrożonych nalotami lotniczymi. Miasto nie było celem takich ataków, ponieważ było usytuowane na obszarze typowo rolniczym i nie miało strategicznego znaczenia. Od stycznia 1945 r. rozpoczęły się masowe migracje ludności niemieckiej. Gryfice znajdowały się na jednej z trzech głównych tras, którymi przemieszczały się zorganizowane konwoje ewakuacyjne oraz grupy zdezorientowanych uciekinierów ze wschodu.
1 marca 1945 r., w ramach operacji pomorskiej, wojska radzieckie 1. Frontu Białoruskiego rozpoczęły atak na niemiecką Grupę Armii „Weichsel”, która broniła Pomorza. W Gryficach ogłoszono alarm dopiero w nocy z 4 na 5 marca 1945 r. W wielkim zamieszaniu zaczęła się wówczas masowa ewakuacja ludności z miasta. Nie wszystkim udało się z miasta wydostać. Mimo że ucieczka trwała już od 2 marca, wszystkie pociągi wąskotorówki i samochody wojskowe były przepełnione. W Gryficach pozostało ok. 6 tys. ludzi, którzy ukrywali się w domach. Miasto postanowiono oddać bez walki, choć Wojskowy Komendant Miasta informował o przygotowaniu do obrony.
5 marca ok. godz. 15.00 zaczęły pojawiać się pierwsze oddziały 5 Samodzielnego Pułku Motocyklowego Gwardii (dowodzonego przez ppłk. Anatola Muraczewa). Nie było wtedy żadnych regularnych walk, ponieważ oddziały niemieckie opuszczały miasto w popłochu, a pozostali jeszcze w Gryficach mieszkańcy bali się o własne życie. Tego dnia Sowieci rozstrzelali ok. 30-40 osób. Do walk z oddziałami niemieckimi doszło dopiero 7 marca, kiedy to żołnierze niemieccy uderzyli na miasto od strony Smolęcina. Prowadzili walki na wschodnich przedmieściach, następnie w rejonie cukrowni, a także koszar, od strony Trzebiatowa.
Wojska niemieckie (dowodzone przez płk. Joachima Hesse i mjr. Fritz Sanna) zostały wyparte całkowicie z miasta w godzinach popołudniowych. Poległych w walkach 30 żołnierzy radzieckich i 13 polskich pochowano w dwóch mogiłach na rynku gryfickim. W walkach brała udział także ludność cywilna, która na równi z jeńcami była rozstrzeliwana przez wojska radzieckie.
8 marca ok. godz. 19.00 w Gryficach pojawili się ułani 1 Samodzielnej Warszawskiej Brygady Kawalerii. Gdy oddziały polskie wchodziły do Gryfic, miasto nadal płonęło. Podpaleń dokonywali Rosjanie (m.in. wrzucając granaty do budynków, polewając benzyną i ropą kamienice), paliło się wówczas całe Stare Miasto, spłonęło 318 obiektów. W trakcie zajmowania miasta żołnierze dopuścili się licznych gwałtów, mordów i grabieży na ludności cywilnej. Na skutek walk miasto było w 40% zniszczone.
Od 9 marca do 9 kwietnia 1945 r. Gryfice były siedzibą sztabu 1 Armii Wojska Polskiego. Stąd kierowano m.in. walkami oddziałów polskich o Kołobrzeg. Władzę przejęły radzieckie komendantury wojenne.

## Polskie Gryfice

### Lata 1945–1950

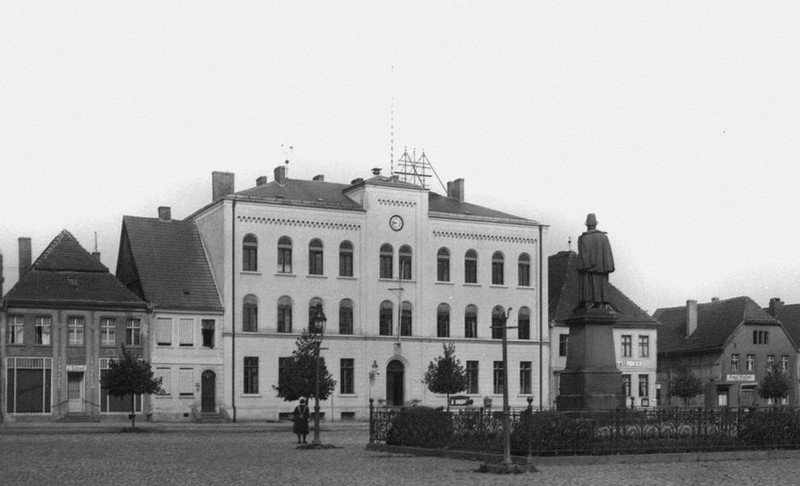
Gmach ratusza w 1938 r.

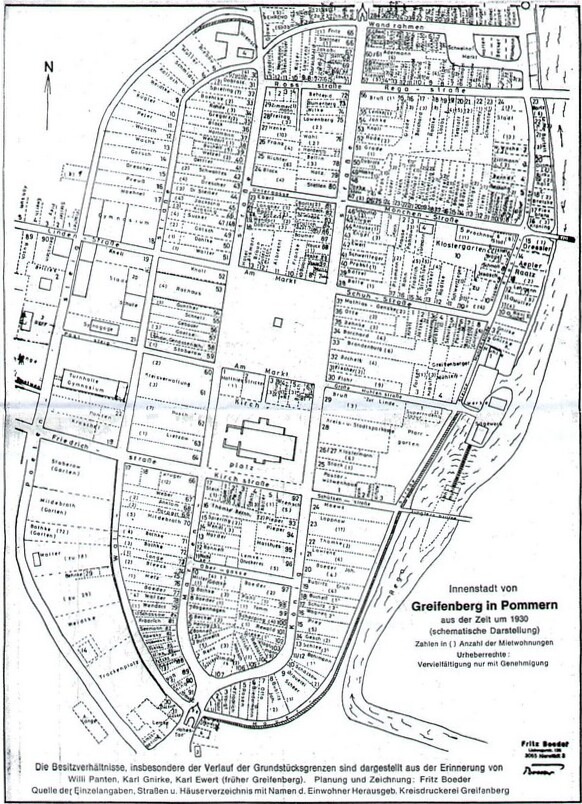
Plan Starego Miasta (Gryfice) z 1930 r.

Radziecki komendant wojenny, mjr Łukin, w kilka dni po zdobyciu miasta rozpoczął organizować polską administrację, wykorzystując miejscowych Polaków wywiezionych na roboty bądź powracających z Niemiec. Mianował burmistrzem Mieczysława Tachera. Po jego ustąpieniu 1 kwietnia 1945 r. nominację otrzymał Wacław Brustmen, jednak kompetencje burmistrza były niewielkie. Zły stan bezpieczeństwa skłonił komendanta do powołania polskiej milicji porządkowej. Ostateczne zniesienie radzieckiej komendantury wojennej w Gryficach nastąpiło 12 lipca 1945 r., co z kolei wpłynęło na pogorszenie się stanu bezpieczeństwa publicznego (poprawa jego nastąpiła w kilka miesięcy później, wraz z powołaniem we wrześniu 1945 r. Obwodowego Biura Bezpieczeństwa Publicznego). Od czerwca 1945 r. do czerwca 1946 r. władze polskie przejściowo używały nazwy miasta – Zagórze.
Mimo braku międzynarodowej decyzji przyznającej ziemie po Odrę i Bałtyk, Urząd Pełnomocnika Rządu na Okręg Pomorze Zachodnie sformował administracyjną grupę operacyjną na obwód (powiat) Zagórze. Funkcję pełnomocnika rządu (starosty) powierzył Kazimierzowi Borzęckiemu. Grupa dotarła do Gryfic 18 maja 1945 r. Kilka dni później komenda wojewódzka MO skierowała do miasta 10 milicjantów. Z raportu starosty wynikało, że w mieście znajdowało się ok. 4 tys. Niemców i 150 Polaków, głównie z Mogilna. Trzy miesiące po nominacji W. Brustmena funkcję zastępcy burmistrza powierzono Tadeuszowi Radomskiemu, który faktycznie kierował pracami zarządu miejskiego. W porozumieniu z komendantem wojennym utworzona została Deutschenrat (pod kontrolą polskiego urzędu). Zarząd miejski nabrał charakteru organu polsko-niemieckiego, w którym urzędnicy w większości byli Niemcami, a Polacy obejmowali kierownicze stanowiska. Polskiego oblicza zarząd zaczął nabierać dopiero w miarę napływu polskich osadników.
Po zwolnieniu W. Brustmena (10 czerwca został aresztowany przez wojsko) burmistrzem został Płóciewniczak, który m.in. przewodniczył Gryfickiej Radzie Doradczej, jednej z nielicznych powołanej na Pomorzu Zachodnim. Do jej najważniejszych zadań należała troska o zwiększanie i utrwalanie polskiego stanu posiadania (we wrześniu zawieszona, w styczniu 1946 r. reaktywowana na innych zasadach działania). 25 września 1945 r. funkcję burmistrza objął Eugeniusz Zych, delegowany przez ppłk. Leonarda Borkowicza. Funkcję tę piastował do 18 grudnia 1945 r., kiedy został nominowany na podobne stanowisko w Trzebiatowie.
Od maja 1945 r. rozpoczęty został proces przesiedleń ludności polskiej na tereny gryfickie. Natomiast planowe osadnictwo polskich i zabużańskich przesiedleńców nastąpiło w październiku. Według danych z grudnia 1945 r. w Zagórzu przesiedlonych było już ok. 3600 osób. Od 2 sierpnia 1945 r. rozpoczęła się depatriacja ludności niemieckiej. Część rodzin wyjechała dobrowolnie. Opuszczali miasto po zajęciu go przez wojska radzieckie. Akcja przymusowych wysiedleń zakończyła się 30 lipca 1948 r. Dalsza trwała pod hasłem: „łączenia rodzin”. Według spisu z 31 grudnia 1948 r. – na terenie miasta przebywało ich jedynie 13 (0,14% ogółu ludności miasta). Do końca roku 1948 Gryfice stały się wielonarodowym miastem. Dominowali tu Polacy nad napływem osadników ukraińskich, białoruskich i litewskich.
Późną jesienią 1945 r. władze centralne zadecydowały o dyslokacji w Gryficach 1. Warszawskiej Dywizji Kawalerii i przeniesieniu władz obwodowych do Trzebiatowa. Na skutek licznych protestów decyzję anulowano. Dzięki temu miasto utrzymało status miasta obwodowego (powiatowego). Od 2 sierpnia 1945 r. (konferencja poczdamska) zapowiedź wysiedlania Niemców spowodowała, że część z nich zaczęła dobrowolnie zgłaszać chęć swojego wyjazdu. Niemieccy mieszkańcy miasta zostali wysiedleni do 1946 r.
Jedynym społecznym organem przedstawicielskim była Międzypartyjna Komisja Porozumiewawcza. Przedstawiciele poszczególnych partii politycznych pojawili się w Gryficach wraz z pierwszymi osadnikami. Prym wśród tych partii wiodły Polski Związek Zachodni i Stronnictwo Ludowe, późniejsze ZSL. Nad masowymi akcjami propagandowymi czuwał Obwodowy Urząd Informacji i Propagandy. Komisja Porozumiewawcza nadała społeczności lokalnej kierunek polityczny, organizowała życie społeczne i usuwała tarcia międzypartyjne. Z inicjatywy MKP powstały liczne organizacje społeczne, m.in. Komitet Opieki nad Zdemobilizowanymi Żołnierzami, Komitet Opieki nad Grobami Żołnierzy Wojska Polskiego i Towarzystwo Przyjaciół Żołnierza.

Ziemie przyłączone do Polski i utracone na rzecz ZSRR (1945 r.)

Dość wcześnie organizowało się życie sportowe i kulturalne. Powstał Klub Sportowy „Zagórze”. Klub posiadał kilka sekcji sportowych – piłki nożnej, lekkoatletyczną, piłki siatkowej, motorową i kolarską. W ramach podsekcji kulturalnych działały: Koło Miłośników Sceny, orkiestra smyczkowa, chór męski i kwartet wokalny. Ośrodkiem skupiającym życie kulturalne stało się kino „Capitol”, będące równocześnie siedzibą lokalnego radiowęzła.
Polska oświata w Gryficach zainaugurowała swoją pracę 4 września 1945 r. Zajęcia odbywały się w I Polskiej Publicznej Szkole Powszechnej (budynek poniemieckiej szkoły żeńskiej przy ul. 3 Maja, dziś Gimnazjum nr 2). Do szkoły przyjęto pierwszych 64 uczniów. Wkrótce baza oświatowa została poszerzona o Państwowe Gimnazjum i Liceum utworzone 12 grudnia 1945 r. Organizatorem jej i pierwszym dyrektorem był Józef Pańkowski. Szkoła rozpoczęła działalność 1 listopada 1945 r. – jednak oficjalną zgodę na działalność placówek kuratorium wydało 12 grudnia 1945 r.
Na terenie Gryfic działały Referat Opieki Społecznej (opieka nad sierotami i inwalidami wojennymi), Polski Czerwony Krzyż (PCK), Dom Opieki Społecznej, Dom Małego Dziecka oraz 2 punkty etapowe Państwowego Urzędu Repatriacyjnego (PUR). Na skutek realnego zagrożenia epidemią zorganizowano doraźne ambulatorium medyczne, a w ślad za nim uruchomiono szpital (lipiec 1945 r.).
Gryfice odczuwały dotkliwy brak wody pitnej, elektryczności i gazu, więc prowadzono prace nad przywróceniem tych mediów. Zorganizowano łączność w obrębie miasta i z resztą kraju poprzez transport konny i samochodowy (na skutek braku łączności telefonicznej i telegraficznej). Pierwsze telefony zaczęły działać pod koniec 1945 r. Komunikację usprawniono poprzez uruchomienie kolejki wąskotorowej w lipcu 1945 r. Normalizacji życia w mieście towarzyszyło przekazywanie przez wojsko kolejnych zakładów produkcyjnych, m.in. płatkarni, fabryki marmolady, młyna oraz cukrowni. Powstawały zakłady rzemieślnicze, organizował się ruch spółdzielczy – Spółdzielnia Spożywców, Spółdzielnia Przemysłowo-Rolnicza, Związek Samopomocy Chłopskiej i Spółdzielnia Mleczarska oraz sektor spółdzielczy, tzw. spółdzielnie parcelacyjno-osadnicze. W związku z ich działalnością na terenie miasta osiedliły się 253 rodziny (lata 1947–1949). Na ich gruncie powstały pierwsze spółdzielnie produkcyjne. W czerwcu 1946 r. władze miejskie dokonały ponownie zmiany nazwy miasta z Zagórze na Gryfice.
Nowi mieszkańcy powojennych Gryfic musieli pokonywać wiele trudności aprowizacyjnych, kwaterunkowych i komunikacyjnych. W pierwszym powojennym roku udało się już jednak stworzyć podwaliny pod sprawne funkcjonowanie miasta w niemal wszystkich dziedzinach życia. W procesie tym także uczestniczyli aktywnie miejscowi księża, którzy nieśli szczególną pomoc dla najbardziej potrzebujących wsparcia i pomocy. Na szczególną uwagę zasługuje działalność miejscowego proboszcza ks. Stanisława Ruta oraz oddziału Caritas w Gryficach.
Wytyczne z 15 kwietnia 1946 r. Ziem Odzyskanych zapoczątkowały powstanie rad narodowych. Uprawnienia rad początkowo należały do pełnomocnika rządu. W powiecie gryfickim rady narodowe powstały pod koniec roku kalendarzowego. Do chwili ich powołania funkcję rad narodowych pełnił kierownik administracji ogólnej i Międzypartyjna Komisja Porozumiewawcza. 29 września 1946 r. powołany został Powiatowy Komitet Organizacyjny Powiatowej Rady Narodowej. Pierwsze jego posiedzenie odbyło się 12 października. Radę tworzyło 38 radnych. Przewodniczącym Powiatowej Rady Narodowej w Gryficach został Wacław Wierciński (PPS), a wiceprzewodniczącym – Tadeusz Bedera (PPR). Organem wykonawczym rady został Wydział Powiatowy. Przy radzie pracowały trzy komisje: kontroli społecznej, oświatowa i budżetowa. Pierwszym starostą gryfickim był Zygmunt Pogoda. Miejską Radę Narodową w Gryficach utworzono 17 grudnia 1946 r., a gminne z początkiem 1947 r.

### Lata 1950–1970
Niechlubną kartą dziejów Gryfic stały się wydarzenia początku lat 50. XX w., nazywanych w historii Polski – wypadkami gryfickimi. W 1950 r. w powiecie gryfickim wystąpiły przypadki stosowania przymusu przy egzekwowaniu planowanych dostaw zboża od rolników – tzw. kułaków. Celem tych działań było uzyskanie odpowiednich dostaw zboża i przygotowanie akcji pod kolektywizację wsi. W łamaniu praworządności uczestniczyli pracownicy aparatu partyjnego i administracyjnego, działacze ZMP, funkcjonariusze aparatu bezpieczeństwa publicznego i MO, „trójki zbożowe” i „brygady młodzieżowe” (brygady lekkiej kawalerii). Udział administracji państwowej w łamaniu praworządności polegał na prowadzonej „regulacji”, czyli odebraniu niektórym rolnikom wcześniej prawnie nadanej ziemi, w zamian za odłogi rolne (zgodnie z dyrektywami powiatowych władz politycznych). Trójki zbożowe, przy współudziale UBP i MO, dokonywały bezprawnych rewizji, dopuszczały się kradzieży i dewastowania mienia rolników. Wywierano naciski i szykanowano tzw. „kułaków”, a w nielicznych przypadkach aresztowano ich.
Przed finałem „wypadków gryfickich” z 1951 r. doszło do nadużyć przy skupie zboża. Bezprawnie zabrano rolnikom ponad 7 ton zboża. Tak prowadzona akcja kolektywizacyjna spowodowała prawdziwy exodus chłopów z Ziem Odzyskanych i spadek produkcji rolnej. Po uchwale Komitetu Centralnego PZPR z 16 maja 1951 r., potępiającej wydarzenia gryfickie, sytuacja uspokoiła się, co nie znaczy, że później nie zastraszano czy bito chłopów, ale na pewno już nie na taką skalę. 25 maja 1951 r., przy współudziale mediów, odbył się pokazowy proces sądowy prowadzony przez Sąd Najwyższy, w którym uznano krzywdy 7 poszkodowanych rolników. Nakazano wypłacenie im odszkodowania za poniesione straty. Kolejnym 11 rolnikom wypłacono odszkodowanie ze specjalnego funduszu PWRN w Szczecinie. Działaczy partyjnych i młodzieżowych zamieszanych w tę sprawę odsunięto od partii i organizacji oraz skazano na kilkuletnie więzienia.
W latach 50. XX w. powstały nowe zakłady pracy, także na wsi. Rolny sektor spółdzielczy szybko się rozbudował. W latach 1950–1955 w powiecie gryfickim było już 65 spółdzielni, zrzeszających 1628 gospodarstw rolnych. Obejmowały one 18 094 ha użytków rolnych. W 1957 r. wszystkie spółdzielnie uległy likwidacji.
W 1953 roku na pl. Zwycięstwa odsłonięto Obelisk Zwycięstwa upamiętniający żołnierzy radzieckich i polskich poległych w 1945 roku w walkach o miasto.

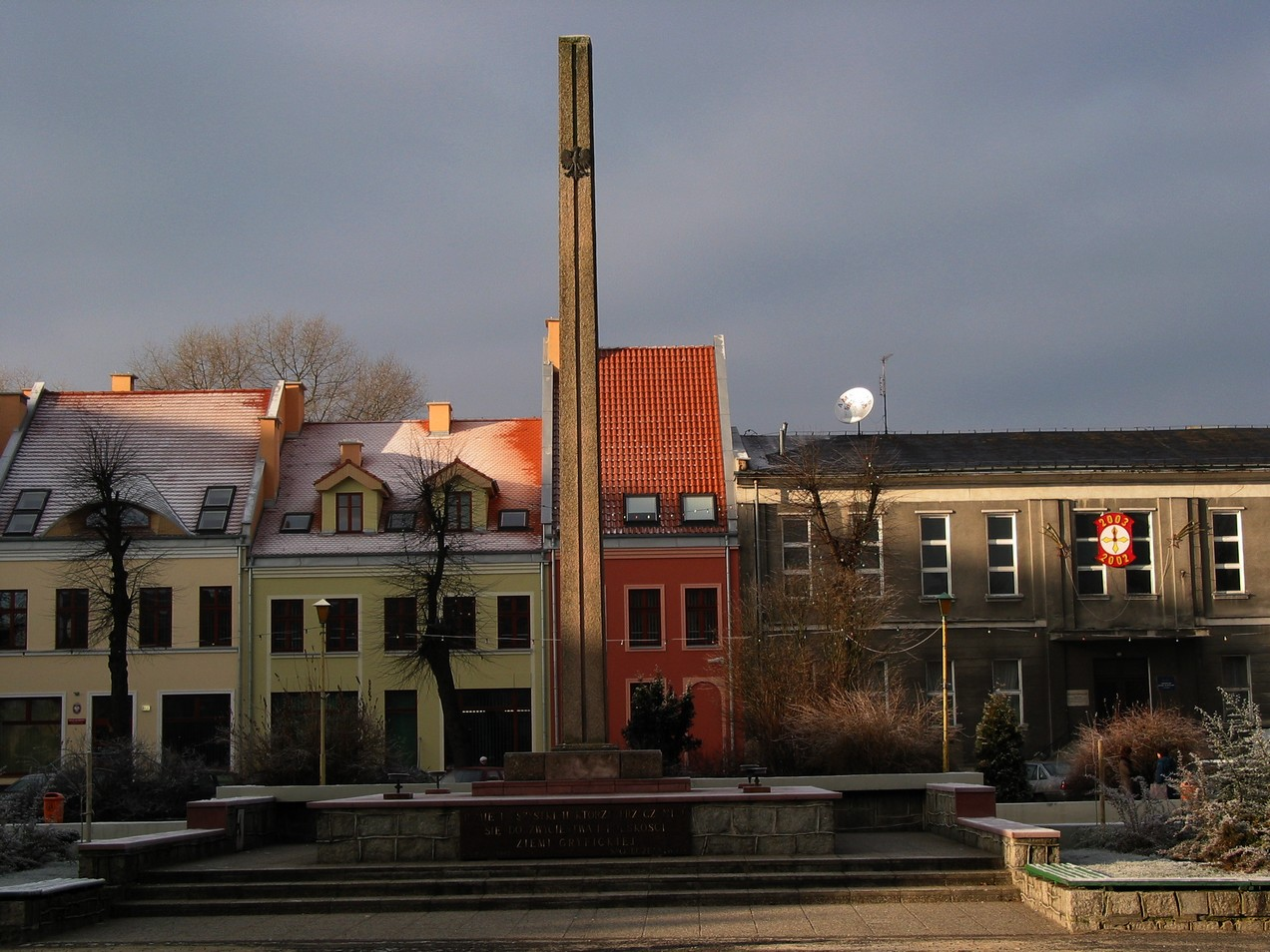
Obelisk na placu Zwycięstwa w Gryficach (2002 r.)

W 1954 r. dokonano ekshumacji pochowanych na placu Zwycięstwa 30 radzieckich i 13 polskich żołnierzy z okresu II wojny światowej. Zwłoki żołnierzy radzieckich przewieziono na cmentarz wojenny w Kamieniu Pomorskim, natomiast polskich do Siekierek nad Odrą.
Zaludnienie miasta osiągnęło w 1955 r. stan przedwojenny – ponad 10 tys. mieszkańców. Wzrosło zapotrzebowanie na nowe lokale mieszkalne. W Gryficach do budowy nowych mieszkań przystąpiono w 1958 r. Nowe budynki powstawały w pierwszym rzędzie w śródmieściu, gdzie straty wojenne były największe. Pierwsze 2 bloki mieszkalne przekazano pod zamieszkanie w 1960 r. (do końca 1965 r. oddano do użytku 1186 izb mieszkalnych).
W międzyczasie powstała Międzyzakładowa Spółdzielnia Mieszkaniowa „Kolejarz” (1961 r.), przekształcona 4 lata później w Spółdzielnię Mieszkaniową „Nad Regą”. Pierwsze spółdzielcze mieszkania lokatorskie powstały już od 1967 r. Spółdzielnia rozszerzyła swoją działalność o Trzebiatów i Płoty. W samych Gryficach powstało do końca 1975 r. 9 budynków z 354 lokalami mieszkalnymi. W 1960 r. i 1967 r. wybudowano i oddano do użytku dwie szkoły podstawowe (obecnie SP nr 3 i SP nr 4).
Lata 1950–1960 charakteryzowały się znaczną dynamiką rozwojową, poza regresem 1956 r. Na regres ten wpływały zmniejszenie napływu ludności oraz błędna polityka gospodarcza w stosunku do małych miast (likwidacja handlu i rzemiosła prywatnego).
W 1962 r. miasto obchodziło 700-lecie nadań praw miejskich. W dwa lata później powołano Gryfickie Towarzystwo Kultury, które zaktywizowało zdolnych organizacyjnie mieszkańców miasta do pracy na jego rzecz. Towarzystwo w swej działalności zakładało upowszechnianie wiedzy o regionie, organizacji wypoczynku i rekreacji, upowszechnianie kultury i popieranie twórczości artystycznej, a także rozwijanie bazy w dziedzinie kultury, oświaty, turystyki i wypoczynku. Dzięki wieloletnim staraniom i współpracy z Instytutem Historii Uniwersytetu Szczecińskiego towarzystwo wydało do tej pory 4 publikacje historyczne „Ziemia Gryficka” (w 1971, 1973, 1987 oraz 1993 r.) Są głównym źródłem poznawczym dziejów miasta i regionu gryfickiego.
W latach 1962–1966 pokładane inwestycje zmierzały do zmechanizowania prac polowych. Na mechanizację przeznaczano ok. 55% ogólnych nakładów. Szczególną uwagę skupiono wokół nowych spółdzielni produkcyjnych, powstałych w ramach dalszego etapu uspółdzielczania rolnictwa (SP Smolęcin, Łopianów i in.). Stosunkowo dobrze rozwijało się rolnictwo indywidualne. W 1966 r. powstało Przedsiębiorstwo Budownictwa Rolniczego. Pozwoliło to wykorzystać więcej środków na inwestycje budowlano-montażowe, realizację programu budowy mieszkań, budynków inwentarskich i innych budynków gospodarczych. Z ogólnej sumy przeznaczonej na inwestycje dla miast w skali wojewódzkiej Gryfice otrzymały ponad 10% środków pieniężnych. Miasto zaliczano do I grupy rozwoju miast.
Do końca 1968 r. oddano do użytku 1905 izb mieszkalnych, wyremontowano i odbudowano kilkaset następnych. Znajdowało się tu już 41 zakładów przemysłowych (w tym 9 prywatnych). Największymi były: cukrownia, Zakłady Metalowe Przemysłu Terenowego, Gryfickie Zakłady Przemysłu Terenowego, Powiatowa Spółdzielnia Pracy Usług Wielobranżowych i kaflarnia. Miasto posiadało sieć kanalizacyjną o dł. ponad 15 km, wodociągową o dł. 6 km i gazową – ponad 21 km, poza tym hotel, rozbudowaną bazę oświatową (4 przedszkola i 4 szkoły podstawowe, liceum ogólnokształcące i technikum ekonomiczne).

### Lata 1970–1990

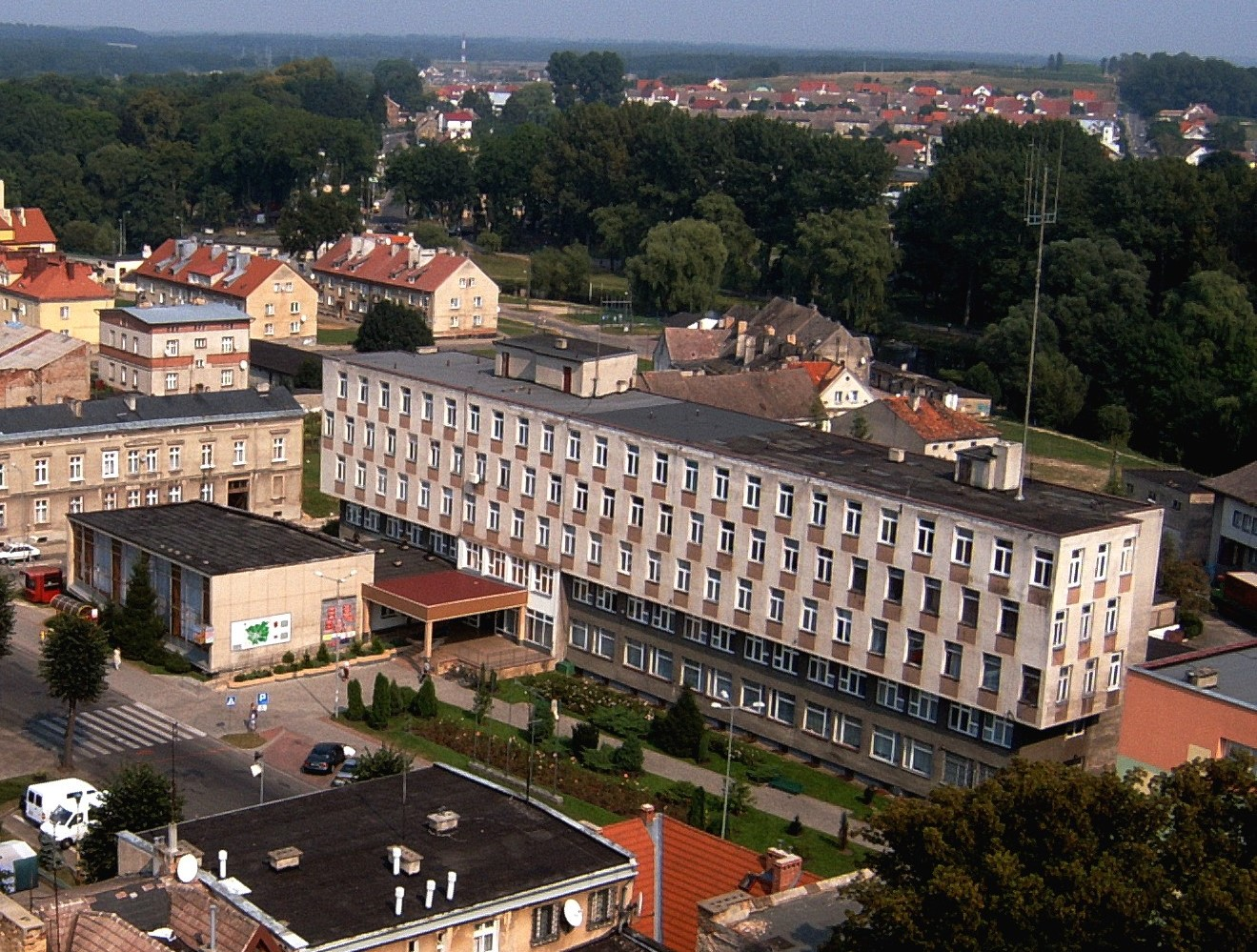
Urząd Miejski w Gryficach

Od 1970 r. Gryfice były siedzibą dowództwa 26 Brygady Artylerii OPK. W tym roku także oddano do użytku obecny budynek ratusza. W 1970 r., dzięki staraniom starostwa, zapadła decyzja władz wojewódzkich o budowie szpitala rejonowego w Gryficach – placówki o pełnym profilu. Inwestycję budowy ZZOZ zlecono Stargardzkiemu Przedsiębiorstwu Budownictwa Ogólnego. Nastąpił także wzrost środków przekazanych na remonty kapitalne. Nastąpiło ożywienie w sektorze budownictwa indywidualnego.
W Gryficach działały związki młodzieżowe (ZHP, ZMS, ZSMW (później ZMW) (od 1976 r. dwa ostatnie, jako ZSMP), w latach 1973–1981 zrzeszone w FSZMP), oraz kluby sportowe – strzelectwa sportowego „Baszta”, piłki nożnej „Sparta”, tenisa stołowego, kolarstwa wyczynowego, piłki siatkowej (w latach 80.) i szachowy. Na terenie Gryfic istniały też liczne organizacje, towarzystwa i stowarzyszenia. W 1976 r. oddano do użytku klub garnizonowy wraz z nowoczesnym kinem „Meteoryt”. Usytuowano je w parku miejskim, nad rzeką Regą. Klub stał się kolejnym ośrodkiem życia kulturalnego Gryfic (zlikwidowany w 2003 r. i wyburzony w kilka lat później).
Przełom lat 70. i 80. XX w. to okres pogarszającej się sytuacji ekonomicznej kraju. Powstawały nieformalne związki robotnicze i pracownicze, solidaryzujące się z głównymi ośrodkami w kraju. Rozpoczęły otwartą walkę z dotychczasowym systemem władzy. W obronie praw pracowniczych powstał NSZZ „Solidarność”, do którego przyłączyła się grupa opozycjonistów ziemi gryfickiej (m.in. Artur Balazs, pracownik Centrali Nasiennej w Gryficach, później internowany). W protestach ulicznych i strajkach brały udział niemal wszystkie grupy zawodowe Gryfic.
13 grudnia 1981 r., po wprowadzeniu stanu wojennego, na ulicach Gryfic pojawiły się czołgi, wozy pancerne, patrole wojskowe i MO. Rozpoczął się niemal 5-letni okres stagnacji gospodarczej miasta. Brak podstawowych artykułów powodował nasilenie niezadowolenia. Wprowadzenie „kartek żywnościowych” miało reglamentować artykuły spożywcze i znormalizować życie społeczne. Poprawa koniunktury nastąpiła dopiero po 1986 r.
Budowę szpitala zakończono w 1982 r., natomiast trzy lata później – 12 kwietnia 1985 r. – odbyła się w Gryficach uroczystość związana z ukończeniem inwestycji dla ZZOZ oraz nadania mu imienia – profesorów Julii i Witolda Starkiewiczów, pionierów gryfickiej służby zdrowia.

### Lata 1990–2010

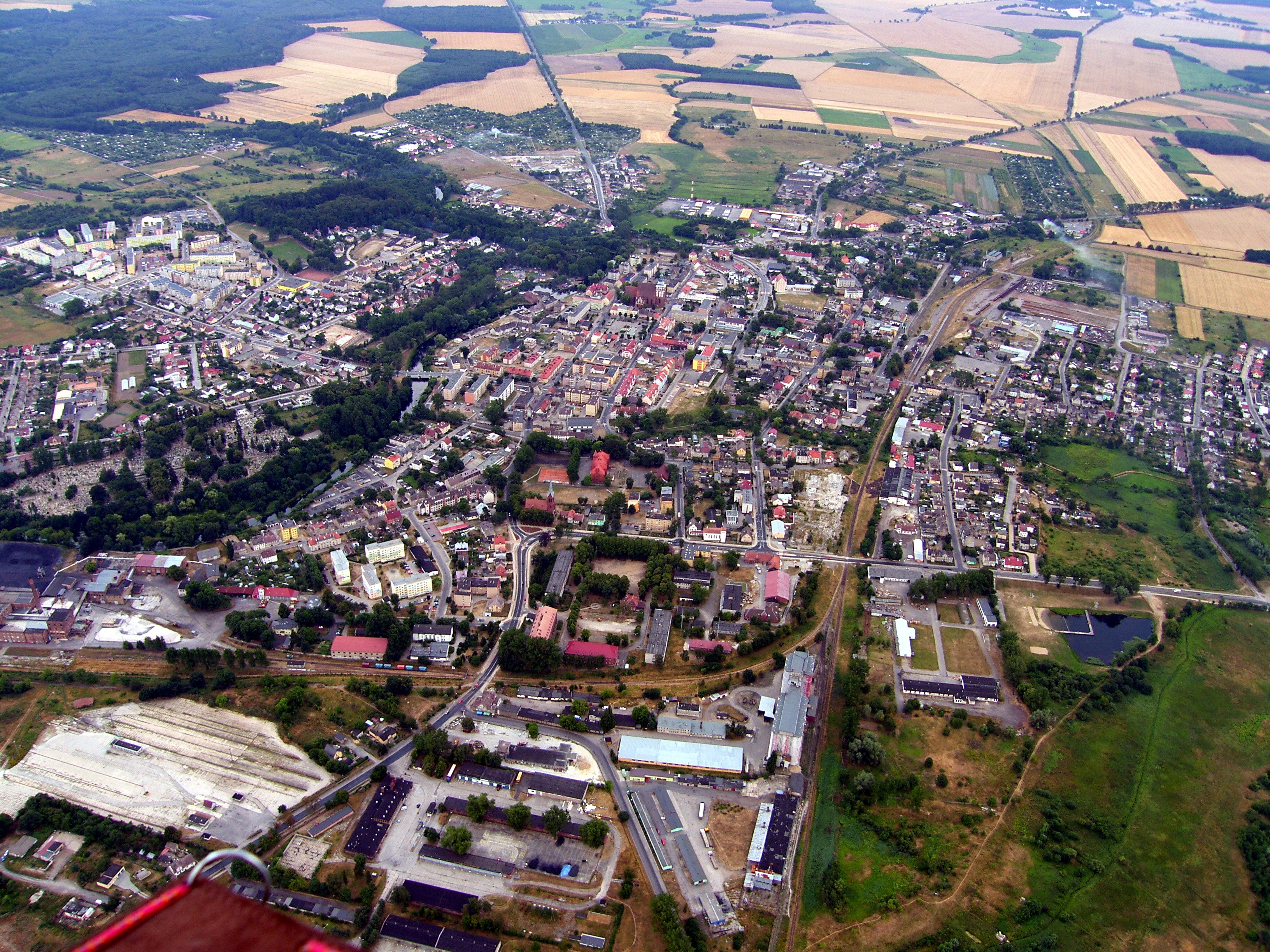
Gryfice z lotu ptaka w 2007 r.

W latach 90. XX w. na szeroką skalę rozpoczął się rozwój usług, handlu prywatnego i drobnej wytwórczości, co przyczyniło się do rozwoju miasta w trudnym czasie transformacji państwa. Wiele punktów handlowych i gastronomicznych upadło, nie wytrzymując tempa dewaluacji pieniądza i zbyt wysokiej stopy procentowej kredytów bankowych. Na skutek upadłości wielu postkomunistycznych zakładów pracy powstało ogromne bezrobocie, sięgające czasem ponad 30% populacji w wieku produkcyjnym (według danych z marca 2004 r. – 24,3%).
Gryfice stały się ośrodkiem produkcji artykułów rolno-spożywczych. Największymi zakładami produkcyjnymi tego okresu były Cukrownia Gryfice oraz Państwowe Zakłady Zbożowo-Młynarskie w Gryficach. W mieście zajmowano się przetwórstwem zbożowym i obróbką drewna. Zaczęto produkować wanny akrylowe, środki papiernicze i higieniczne. Zaczęto wykorzystywać bogate pokłady torfu ogrodniczego w okolicach Gryfic. Rozwinął się lokalny rynek transportu drogowego oraz usługi wysokotonażowego taboru.
Nastąpił rozwój mediów na terenie Gryfic. Powstały nowe tytuły periodyków prasowych, a także w 1996 r. katolicka stacja radiowa – Radio Fala (dziś Radio Plus Gryfice). Powstała także Zachodniopomorska Telewizja Regionalna, nadająca swój program w sieci kablowej.
Według danych GUS z 2008 największą populację Gryfice osiągnęły w roku 1997 – zamieszkiwało je wtedy 18 177 osób.
W wyniku reformy oświaty utworzono dwa gimnazja, tj. Gimnazjum nr 1 im. Żołnierzy Armii Krajowej oraz Gimnazjum nr 2 im. Mikołaja Kopernika. Na „Błoniach” Parku Miejskiego, po likwidacji nieczynnej fontanny i utylizacji części terenów trawiastych, powstał miejski amfiteatr (wykorzystywany do imprez masowych).
Na początku XXI wieku przebudowano most żelbetowy łączący śródmieście z prawobrzeżem miasta. Most przyozdobiono czterema gryfami nawiązującymi do historii miasta i rodu Gryfitów zachodniopomorskich. Pod koniec 2001 r. rozformowano jednostkę wojskową. Dzięki unijnym środkom odrestaurowano (w ramach rewitalizacji obiektów dziedzictwa kulturowego) zabytki miasta, przebudowano liczne odcinki dróg i usprawniono ruch uliczny. Zbudowano nowy cmentarz komunalny.
Po wejściu Polski do Unii Europejskiej (1 maja 2004 r.) rozpoczęła się znaczna emigracja ludności z miasta i pobliskich terenów do krajów Europy Zachodniej. Po rozformowaniu jednostki wojskowej władze miejskie zainteresowały się zagospodarowaniem przestrzennym terenów koszarowych. Przeniesiono tu (u zbiegu ulic: Nowy Świat i J. Piłsudskiego) instytucje użyteczności publicznej i filię szkoły wyższej: Zachodniopomorskiej Szkoły Biznesu. Powstały nowe zakłady pracy. Pozyskano również budynki pod komunalne zasoby mieszkaniowe.
W 90. rocznicę odzyskania przez Polskę niepodległości (18 listopada) nastąpiło uroczyste odsłonięcie kamienia pamiątkowego. Kamień został poświęcony marszałkowi Józefowi Piłsudskiemu. Usytuowany został na skwerze przy ul. 11 listopada, z tablicą (i popiersiem) – „Marszałkowi Józefowi Piłsudskiemu wskrzesicielowi Polski niepodległej”.
W latach 1945–1998 miasto należało do woj. szczecińskiego, a po reformie administracyjnej państwa w 1999 r. do woj. zachodniopomorskiego. Gryfice stały się ponownie siedzibą powiatu.

### Źródła
- Archiwum Państwowe w Szczecinie. Obwodowy Urząd Informacji i Propagandy w Zagórzu, sygn. 1.
- Archiwum Państwowe w Szczecinie, Oddział Terenowy Planowania i Łączności, Prezydium Powiatowej Rady Narodowej w Gryficach, Sprawozdanie z dn. 25.10.1956, Org. Nr 90.
- Archiwum Państwowe w Szczecinie, Oddział w Płotach. Starostwo Powiatowe Gryfice, sygn. 45, 109, 443.
- Archiwum Państwowe w Szczecinie, Urząd Wojewódzki w Szczecinie, sygn. 109, 443, 776.
- Archiwum Państwowe w Szczecinie, Wojewódzka Komisja Planowania Gospodarczego/Urząd Wojewódzki w Szczecinie, załącznik 1, T. 81, Szczecin 1949.
- Biuletyn Pełnomocnika Rządu na Okręg Pomorza Zachodniego 1945, T. 3, Szczecin 1945.
- Boeder F., Innenstadt von Greifenberg in Pommern aus der Zeit um 1930 – (schematische Darstellung), Greifenberg/Pommern 1930.
- „Deutsche Tageszeitung”, z dn. 12.04.1920 r. (tłum. B. Dopierały).
- Pańkowski J., Pamiętniki Józefa Pańkowskiego, organizatora oświaty w Gryficach w latach 1945–1950, 1987.
- Państwowa Straż Ochrony Zabytków, Sprawozdanie za lata 1983–1986, Szczecin 1987.
- Urząd Gminy Gryfice, Plan Rozwoju Lokalnego dla Gminy Gryfice 2004–2006 i 2007–2013. Wykaz stanowisk archeologicznych w ramach strefy W. I., AZP: 21-12/8, 19-11/52, 21-11/25, 19-10/49, Gryfice 2004.
- Urząd Gminy Gryfice, Strategia gminy Gryfice na lata 2005–2020, Gryfice 2005.
- Urząd Informacji i Propagandy w Zagórzu, akta L. Dz. og. 57, Zagórze 1945.

### Źródła online
- Archiwum Państwowe w Szczecinie, Oddział w Płotach, Informacje o zespole archiwalnym. Starostwo powiatowe w Gryficach (SEZAM), Spisy ludności (pol.), nr zesp. 1/0, karta A, [dostęp 2011-10-21].
- Prümers R., Pommerches Urkundenbuch (łac.), T. 2, cz. 1, 1254-1278, Stettin 1881, [dostęp 2010-08-31].
- Internetowy System Aktów Prawnych, Rozporządzenia Rady Ministrów z dn. 29 maja 1946 r., w sprawie tymczasowego podziału administracyjnego Ziem Odzyskanych (Dz.U., rok 1946, nr 28, poz. 177) (pol.) [dostęp 2011-05-08].
- Internetowy System Aktów Prawnych, Ustawa z dn. 24 lipca 1998 r. o wprowadzeniu zasadniczego trójstopniowego podziału terytorialnego państwa (Dz.U., rok 1998, nr 96, poz. 603) (pol.) [dostęp 2011-05-08].

### Opracowania
- Berghaus H., Landbuch des Herzogthums Pommern und des Fürstenhums Rügen Enthaltend Schilderung der Zustände dieser Lande in der zweiten Hälfte des 19 Jahrhunderts, T. 1, II, cz. 6, Anklam 1870.
- Błonko T., Sytuacja gospodarcza w powiecie gryfickim w roku 1945, [w:] Białecki T. (red.), Ziemia Gryficka 1969, Gryfickie Towarzystwo Kultury w Gryficach, Szczecin 1971.
- Bosse H., Schills heldenmütiger Kampf um Naugard, [w:] Unser Pommerland, T. 7-8, 1936.
- Burger W.S., Ludowcy w radach narodowych i administracji Pomorza Zachodniego w latach 1945–1949, [w:] Przegląd Zachodniopomorski, nr 1-2, Szczecin 1983.
- Butzlaff H., Geschichte des Friedrich-Wilhelm-Gymnasium in Greifenberg/Pommern, T. 1 1852-1877, [w:] Beiträge zur Greifenberg-Treptower Geschichte, T. 5, München 1982.
- Cieśliński A., Ks. Stanisław Rut (1910-1972) chrystusowiec, Gryfice 1999.
- Cieśliński A., Obraz Matki Boskiej powrócił do kościoła, [w:] Cieśliński A. (red.), Zeszyty Gryfickie, Gryfice 2001, ISBN 83-917078-0-6.
- Cieśliński A., W 20-lecie Gryfickiego Towarzystwa Kultury – o przeszłości i przyszłości stowarzyszenia, [w:] Kozłowski K. (red.), Ziemia Gryficka 1945-1985, Gryfickie Towarzystwo Kultury w Gryficach, Gryfice 1987.
- Dopierała B., Ostflucht na Pomorzu Zachodnim i jego ekonomiczne oraz społeczne podłoże, [w:] Ślaski K., Pomorze Zachodnie. Nasza ziemia ojczysta, Poznań 1960.
- Dworaczyk M., Gryfice – stare czy nowe miasto nad Regą? Głos archeologa w dyskusji, [w:] Majewska A. (red.), Pomorze wczoraj – dziś – jutro: miasta i miasteczka pomorskie: materiały = Pommern Gestern, Heute, Morgen: pommersche Städte und Städtchen: Materialien, Stargard – Pruszcz Gdański 2010, ISBN 978-83-61508-14-4.
- Dworaczyk M., Od epoki kamienia do okresu rzymskiego, [w:] XIV Sesja pomorzoznawcza, cz. 1, Gdańsk 2005, ISBN 83-85824-27-8/I.
- Golczewski K., Miasto Gryfice i powiat na przełomie lat 1944–1945, [w:] Szczecin, miesięcznik Pomorza Zachodniego, nr 3, Szczecin 1962.
- Hornik B., Węzłowe problemy rolnictwa powiatu gryfickiego, [w:] Białecki T. (red.), Ziemia Gryficka 1969, Gryfickie Towarzystwo Kultury w Gryficach, Szczecin 1971.
- Kantzow T., Pomerania, Eine pommersche Chronik aus dem sechzehnten Jahrhundert, Hrsg. con G. Gaebel, T. I, Stettin 1908.
- Keyser E., Deutsches Städtebuch, T. I, Stuttgart 1939.
- Kozaryn J., Przeobrażenia społeczno-gospodarcze powiatu gryfickiego w latach 1946–1968. Próba charakterystyki, [w:] Białecki T. (red.), Ziemia Gryficka 1970-1971, Gryfickie Towarzystwo Kultury w Gryficach, Szczecin 1973.
- Kratz G., Die Städte des Provinz Pommern, Berlin 1865.
- Labuda G., Charakterystyka językowa Pomorza słowiańskiego; zagadnienia jedności językowej Pomorza ze Słowiańszczyzną połabską i Polską, [w:] Labuda G. (red.), Historia Pomorza, T. I, cz. 1, Poznań 1969.
- Lasek S., Wybrane problemy życia kulturalnego w powiecie gryfickim w latach 1945–1956, [w:] Białecki T. (red.), Ziemia Gryficka 1969, Gryfickie Towarzystwo Kultury w Gryficach, Szczecin 1971.
- Lachnitt W., Pod znakiem Gryfa, Szczecin 1947.
- Leciejewicz L., Pomorze Zachodnie – Nasza Ziemia Ojczysta, Poznań 1960.
- Lesiński H., Rozdrobnienie feudalne 1237-1478, [w:] Labuda G. (red.), Dzieje Szczecina, T. II, Warszawa – Poznań 1985.
- Macholak J., Rok 1945 w Gryficach, [w:] Kozłowski K. (red.), Ziemia Gryficka 1945-1985, Gryfickie Towarzystwo Kultury w Gryficach, Gryfice 1987.
- Maliszewska M., Moje miasto, [w:] Kozłowski K. (red.), Ziemia Gryficka 1945-1985, Gryfickie Towarzystwo Kultury w Gryficach, Gryfice 1987.
- Marzec C., Bezpośrednie przyczyny i przebieg wydarzeń gryfickich w 1951 roku, [w:] Kozłowski K. (red.), Ziemia Gryficka 1945-1985, Gryfickie Towarzystwo Kultury w Gryficach, Gryfice 1987.
- Miklos S., Rolnictwo powiatu gryfickiego w latach 1945–1970, [w:] Białecki T. (red.), Ziemia Gryficka 1970-1971, Gryfickie Towarzystwo Kultury w Gryficach, Szczecin 1973.
- Mitkowski J., Pomorze Zachodnie w stosunku do Polski, Poznań 1946.
- Jerzy Mościcki, Polska Popielidów, Słubice: Chałupnictwo „Zadra”, 2001, ISBN 83-915374-0-4, OCLC 69584154. Brak numerów stron w książce
- Muras S., Partie i stronnictwa polityczne w powiecie gryfickim w latach 1945–1948, [w:] Białecki T. (red.), Ziemia Gryficka 1969, Gryfickie Towarzystwo Kultury w Gryficach, Szczecin 1971.
- Opieka W., Podralski J., Dzieje Spółdzielni Mieszkaniowej „Nad Regą” w Gryficach, [w:] Kozłowski K. (red.), Ziemia Gryficka 1945-1985, Gryfickie Towarzystwo Kultury w Gryficach, Gryfice 1987.
- Polak B., Cena wygranej, [w:] Biuletyn Instytutu Pamięci Narodowej, T. 1 (12), Warszawa 2002.
- Poniatowska A., Drewniak B., Polonia szczecińska (1890-1939), Poznań 1961.
- Rymar E., Pierwsza wyprawa Stefana Czarnieckiego na Pomorze Zachodnie (1657 r.), [w:] „Mówią wieki”, wol. 5, Warszawa 1986.
- Edward Rymar, Rodowód książąt pomorskich, Szczecin: Książnica Pomorska im. Stanisława Staszica, 2005, ISBN 83-87879-50-9, OCLC 69296056. Brak numerów stron w książce
- Rzeszowski S., Ważniejsze momenty dziejów Gryfic, [w:] Szczecin, miesięcznik Pomorza Zachodniego, nr 3, Szczecin 1962.
- Rzeszowski S., Z dziejów Gryfic, [w:] Białecki T. (red.), Ziemia Gryficka 1969, Gryfickie Towarzystwo Kultury w Gryficach, Szczecin 1971.
- Sekuła B., Odbudowa i rozbudowa miast i osiedli Pomorza Zachodniego w latach 1945–1965, [w:] „Przegląd Zachodnio-Pomorski”, nr 3, Szczecin 1965.
- Siuchniński M. (red. nauk.), Miasta polskie w tysiącleciu, T. II, Wrocław 1967.
- Spors J., Studia nad wczesnośredniowiecznymi dziejami Pomorza Zachodniego XII-połowa XIII w., Słupsk 1988.
- Jerzy Strzelczyk, Odkrywanie Europy, Poznań: Wyd. Poznańskie, 2000, ISBN 83-7177-010-3, OCLC 830260742. Brak numerów stron w książce
- Szczaniecki M., Ramy terytorialne rozwoju historycznego Pomorza Zachodniego, [w:] Ślaski K., Pomorze Zachodnie. Nasza ziemia ojczysta, Poznań 1960.
- Ślaski K., Nazwy Pomorza i Prus w okresie od 1772 do 1919 roku, [w:] Labuda G. (red.), Historia Pomorza, T. I, cz. 1, Poznań 1969.
- Ślaski K., Przemiany etniczne na Pomorzu Zachodnim w rozwoju dziejowym, Instytut Zachodni, seria: Prace Instytutu Zachodniego, Poznań 1954.
- Ulrich A., Chronik des Kreises Greifenberg in Hinterpommern, Dötlingen 1990.
- Kazimierz Wachowski, Słowiańszczyzna Zachodnia, Gerard Labuda, Poznań: Wyd. PTPN, 2000, ISBN 83-7063-271-8, OCLC 749228272. Brak numerów stron w książce
- Wehrmann M., Geschichte von Land und Stadt Greifenberg (Kreis Greifenberg), Greifenberg/Pommern 1927.
- Wehrmann M., Geschichte von Pommern, T. 2, Augsburg 1992, ISBN 3-89350-112-6.
- Wołągiewicz R., Lubieszewo, Materiały do studiów nad kulturą społeczności Pomorza Zachodniego w okresie od IV w. p.n.e. do I w. n.e., Szczecin 1994.
- Wołągiewicz R., Z badań archeologicznych w Lubieszewie nad osadnictwem w późnej starożytności i wczesnym średniowieczu, [w:] Białecki T. (red.), Ziemia Gryficka 1969, Gryfickie Towarzystwo Kultury w Gryficach, Szczecin 1971.
- Wesołowska S., Szkic do dziejów szkolnictwa w Trzebiatowie od XIV wieku do czasów współczesnych, [w:] W. Łysiak (red.), Trzebiatów – historia i kultura II, Poznań 2001, ISBN 83-87437-08-5.
- Wiśniewski J., Początki układu kapitalistycznego 1713-1805, [w:] Labuda G. (red.), Dzieje Szczecina, T. II, Warszawa – Poznań 1985.
- Witczak K.T., Dwa studia nad Geografem Bawarskim, [w:] „Kwartalnik Historyczny” LIX, 1993.
- Wróblewski T., Etnograficzny zarys Pomorza Zachodniego, [w:] Ślaski K. (red.), Pomorze Zachodnie – nasza ziemia ojczysta, Poznań 1960.
- Żak P., Gryfice i Trzebiatów w latach II wojny światowej. Zajęcie miast przez Armię Czerwoną, [w:] Kochanowska J. (red.), Trzebiatów – spotkania pomorskie – 2006 r., Wołczkowo k. Szczecina 2007, ISBN 978-83-89402-50-9.
- Żukowski M., Informacje o powstaniu i działalności zespołu opieki zdrowotnej w Gryficach, [w:] Kozłowski K. (red.), Ziemia Gryficka 1945-1985, Gryfickie Towarzystwo Kultury w Gryficach, Gryfice 1987.

### Opracowania online
- Dłubała I., Holokaust – zagłada Żydów, [dostęp 2008-05-24].
- eGospodarka.pl, Emigracja Polaków w latach 2004–2006, [dostęp 2008-10-24].
- ePolska.pl, Opis miasta Gryfice, [dostęp 2008-01-09].
- Lahitte J., Cmentarze żydowskie w Polsce. Gryfice, [dostęp 2008-05-24].
- Mieczkowski J., Z dziejów Żydów na Pomorzu Zachodnim, [dostęp 2008-05-28].
- Oficjalny serwis miasta Gryfice, Przewodnik (Historia miasta), [dostęp 2008-01-09].
- Opęchowski M., Cmentarze żydowskie na Pomorzu Zachodnim. Stan zachowania, problemy konserwatorskie, cz. 1, [dostęp 2008-05-24].
- Powiatowy Urząd Pracy w Gryficach, O stanie bezrobocia, [dostęp 2008-10-24].
- Rajman J., Grody kasztelańskie a średniowieczne miasta (z genezy pomorskich miast), [w:] Słupskie prace geograficzne nr 6, (2009), [dostęp 2011-09-10].
- Riemann H., Geschichte der Stadt Greifenberg in Pommern: eine Gedächtnissschrift zum sechshundertjährigen Jubiläum der Stadt (niem.), Toepler, Greifenberg/Pommern 1862, [dostęp 2011-07-04].
- Strona oficjalna gryfickiej cerkwi, Prawosławna Parafia Zaśnięcia Przenajświętszej Bogurodzicy w Gryficach, [dostęp 2009-10-30].
- Stübs G., Landkreis Greifenberg (1818-1945) (niem.), [dostęp 2010-07-08].

### Opracowania prasowe
- Bieniek D., Marzec 1945 w Gryficach i okolicy, [w:] „Okazjonalny Magazyn Historyczny”, [w:] „Dwutygodnik Gryficki”, wrzesień 1999, Gryfice 1999.
- Jarząb W., Historie miasta Greifenberg, [w:] „Gryfickie Echa”, nr 12, Gryfice 2006, nr 17-22, Gryfice 2008.

### Opracowania prasowe online
- Grabarska A., Jerzy Grycmacher – strażnik historii Gryfic, [w:] GS.24.pl, [dostęp 2010-01-27].
- (r), Zróbmy to dla Polski, „Gazeta Gryficka”, nr 46 (199), [dostęp 2008-11-09].
- Razmus S., Uroczyście i z patosem, „Panorama Gryficka”, nr 29 (76), dostęp 2008-11-22.